# Geschichte Georgiens

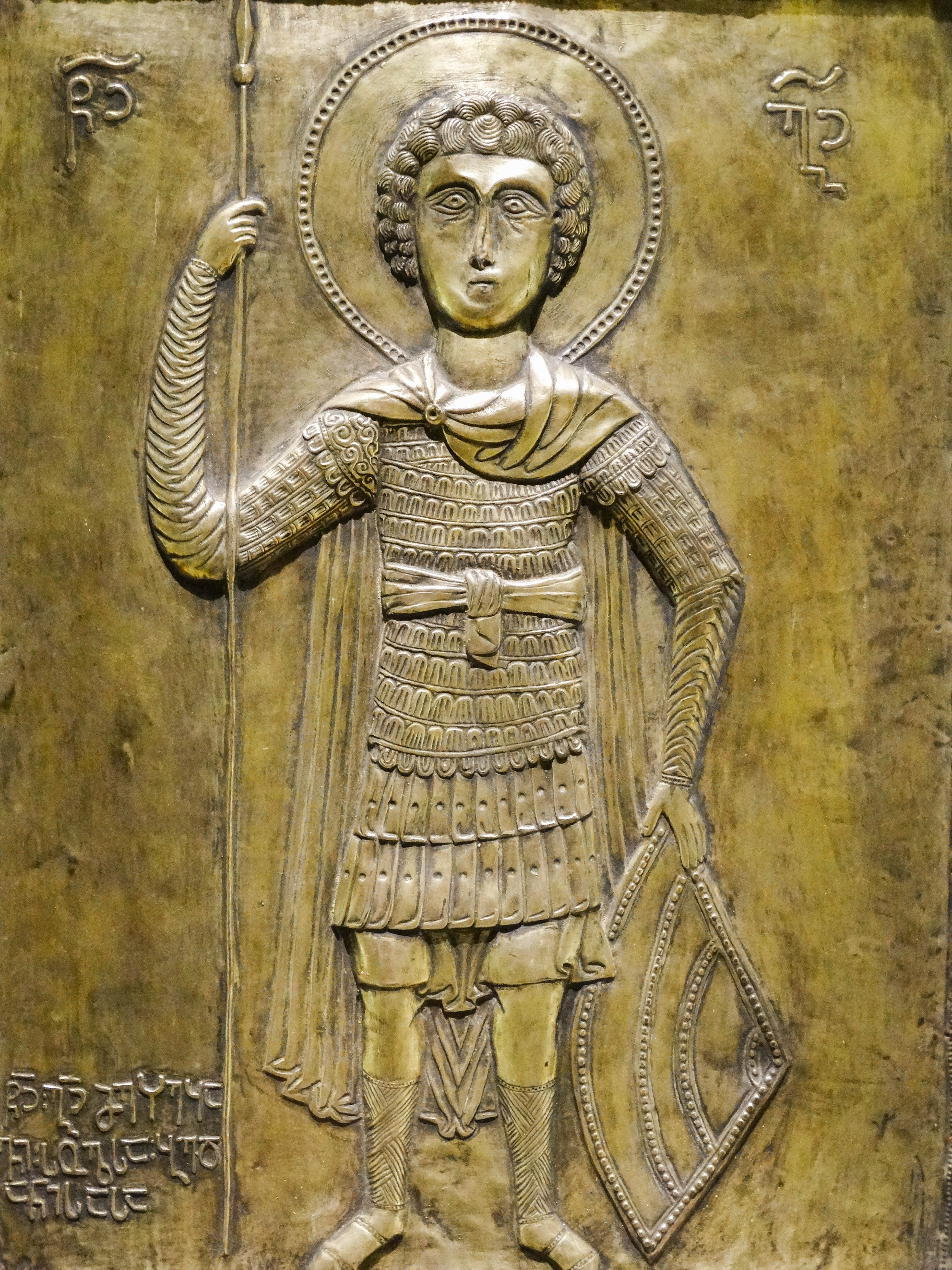
Georgische Ikone des Heiligen Georg

Die Geschichte Georgiens umfasst die Entwicklungen auf dem Gebiet der Republik Georgien und historischer georgischer Reiche von der Urgeschichte bis zur Gegenwart. Sie kann sich seit dem Mittelalter auf Schriftquellen stützen, frühere Perioden sind vor allem durch archäologische Funde bekannt.

Wappen Georgiens

## Urgeschichte

### Steinzeit

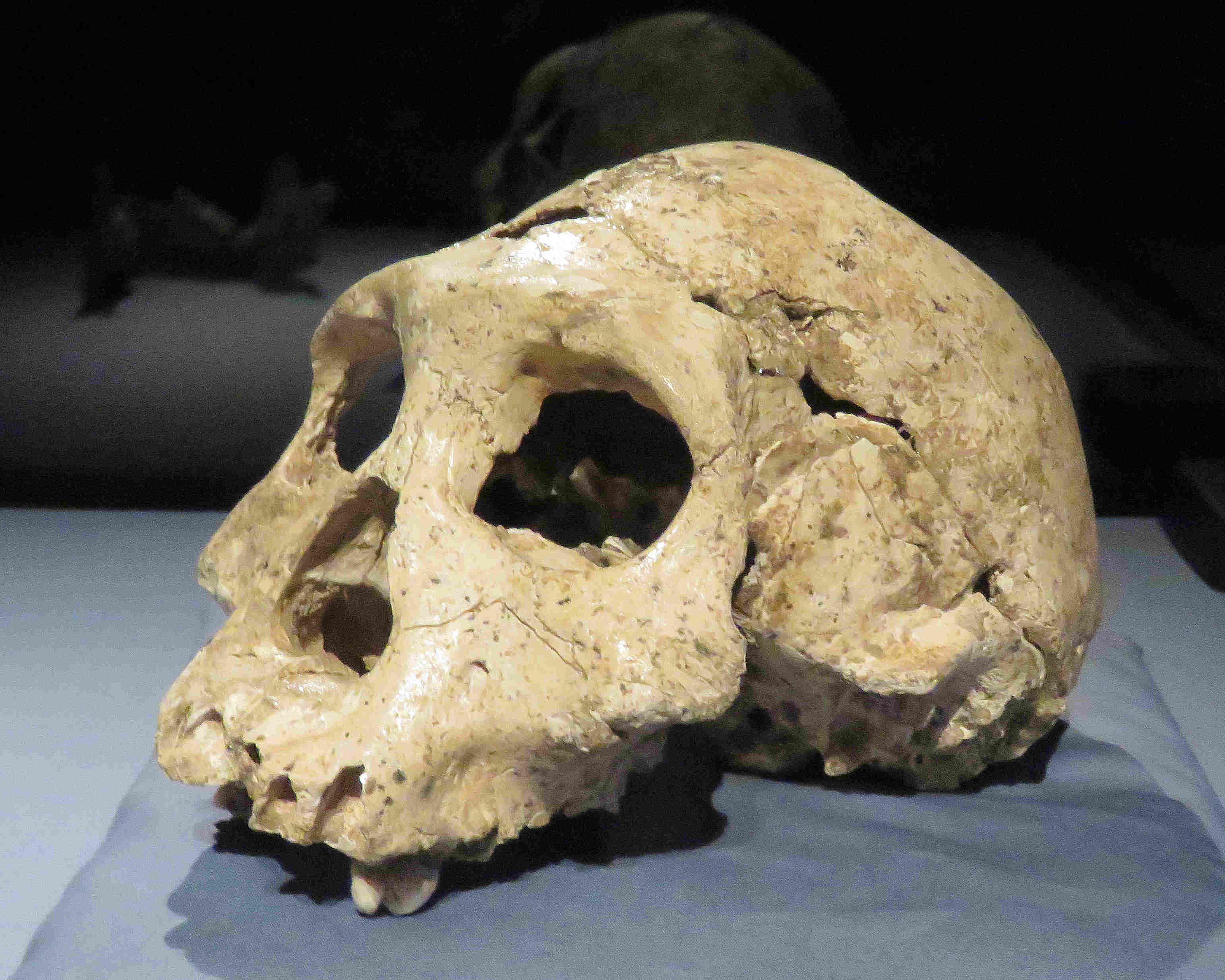
Schädel 3 der Homininen Fossilien von Dmanissi

Älteste menschliche Reste der Gattung Homo erectus stammen aus dem georgischen Ort Dmanissi. Die Homininen Fossilien von Dmanissi spielen eine wichtige Rolle bei der Rekonstruktion der Stammesgeschichte des Menschen.
Die ältesten Siedlungen in Georgien werden in die mittlere Altsteinzeit, das Acheuléen, datiert. Die Fundstellen liegen meist nahe der Küste und an den Flüssen. Eine der größten Fundstellen befindet sich in Jaschtchwa nördlich von Sochumi. Dieser Ort war bis in die Jungsteinzeit besiedelt. Zum Ende des Acheuléen begann die Besiedlung der Gebirgsregionen, so zum Beispiel in den Höhlen von Kudaro nahe dem Dorf Tschasawali in einer Höhe von 1.600 m. Einige dieser Siedlungsplätze wurden bis in die frühe Bronzezeit genutzt. Die Menschen lebten als Jäger und Sammler und verfügten über einfache Werkzeuge, meist aus Andesit, Jaspis, Chalzedon, Feuerstein und Basalt angefertigt.
Auf das Acheuléen folgte mit dem Neandertaler das Moustérien bis etwa 40.000 v. Chr. Die Besiedlung war dichter und erstreckte sich über fast alle Teile des Landes. Schwerpunkte lagen an der Schwarzmeerküste, im Rioni-Qwirila-Becken und in den Tälern von Ksani, Liachwi und Prone. Die Neandertaler lebten weiterhin als Jäger und Sammler, doch waren die Werkzeuge durch die Levalloistechnik feiner bearbeitet, Obsidian kam als Material hinzu und die erste Nutzung von Feuer ist für diese Zeit belegt. Nach dem Moustérien nahm wegen des kühleren Klimas die Bevölkerungsdichte ab und nur die Schwarzmeerküste und das Rioni-Qwirila-Becken blieben dicht besiedelt. In dieser Zeit entwickelten sich weitere Werkzeuge, darunter auch Pfeil und Bogen, wie Funde in der Sakaschia-Höhle bei Kutaissi belegen. Auch die Zahl der Schmuckfunde steigt an.
Ab 40.000 v. Chr., im Jungpaläolithikum, tritt der Cro-Magnon-Mensch in der Region das erste Mal auf. Ein wichtiger Fundort dieser Epoche ist die Dsudsuana-Höhle, in der unter anderem die ältesten bekannten gefärbten Flachsfasern sowie verschiedene jungpaläolithische Kunstgegenstände gefunden wurden.
Ab 12.000 v. Chr., in der Mittelsteinzeit, wurden auch die höher gelegenen Teile Georgiens wieder besiedelt. Die Menschen werden sesshafter und der Fischfang verbreitet sich. Aufgrund der Nähe zum Fruchtbaren Halbmond erreichte die Neolithische Revolution Georgien recht früh, sodass sich dort die Sesshaftigkeit etablierte und die Jungsteinzeit (Neolithikum) begann. In dieser Epoche (8. bis 5. Jahrtausend v. Chr.) entwickelte sich in Georgien wie in den südlich angrenzenden Gebieten Ackerbau und Viehzucht sowie die Keramikherstellung. Neben neuen Fertigungsmethoden fanden sich mit Dolomit, Diorit, Nephrit und Jadeit auch neue Materialien. Die ersten Siedlungen bestanden vermutlich aus Holzhäusern, die Fundorte liegen vor allem in Westgeorgien. Aruchlo stellt eine der bisher ältesten bekannten neolithischen Siedlungen dar. Ebenfalls in der Jungsteinzeit beginnt die Geschichte des Weinbaus in Georgien, dessen früheste Funde aus der Zeit um 6000 v. Chr. stammen und die ältesten bekannten Nachweise von Weinbau weltweit darstellen.

### Kupfer-, Bronze- und Eisenzeit

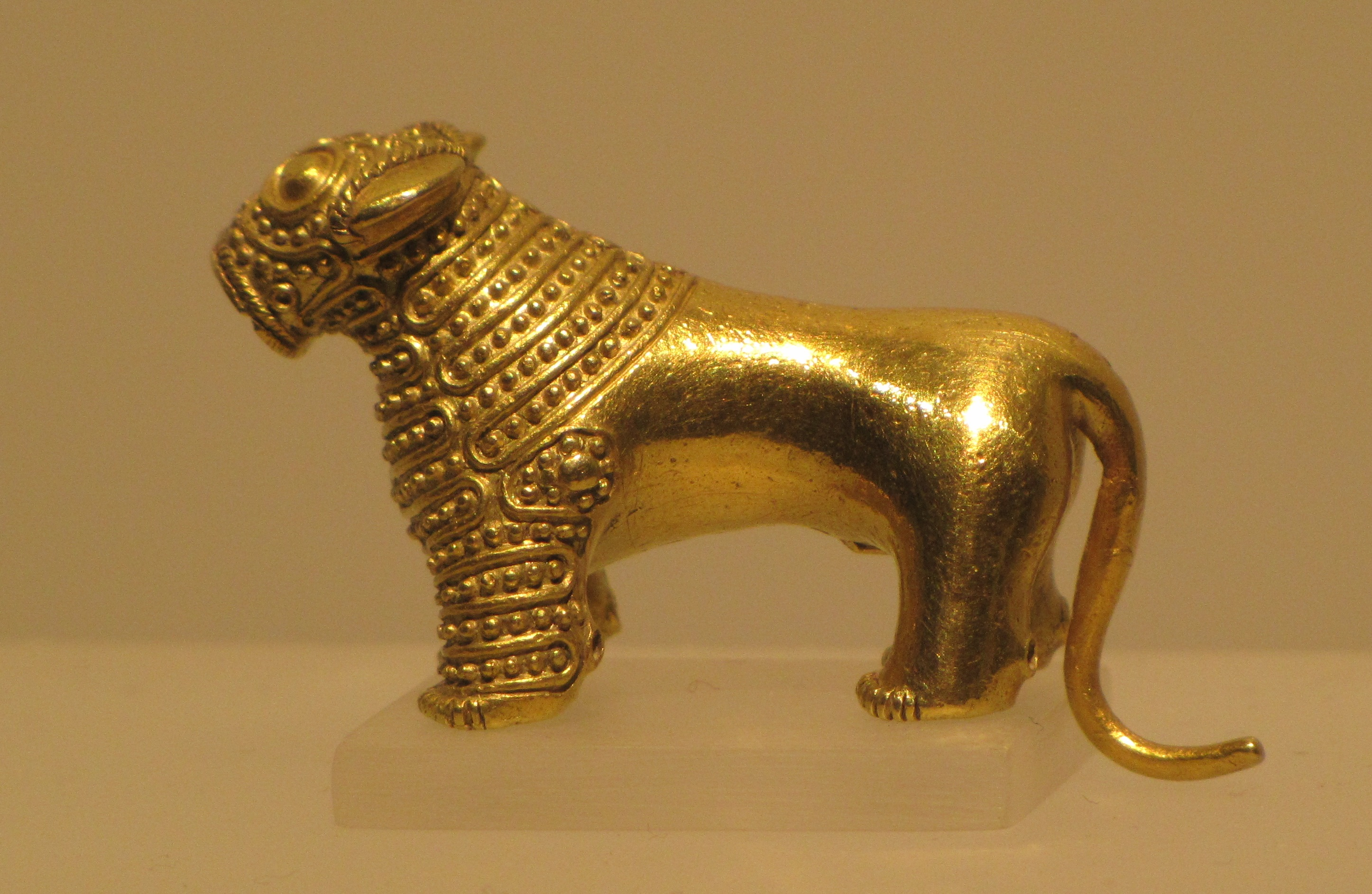
Kleine goldene Löwenskulptur aus einem Grabhügel (Kurgan) der frühbronzezeitlichen Kura-Araxes-Kultur bei Znori

Ab dem 5. Jahrtausend v. Chr. verbreitete sich in Georgien die Metallverarbeitung, zunächst in Westgeorgien. Im 4. Jahrtausend entwickelte sich mit Ausnahme Westgeorgiens die Kura-Araxes-Kultur. Die Landwirtschaft setzte sich gegenüber der Jagd endgültig durch. In Niederkartlien begann die künstliche Bewässerung, angebaut wurden vor allem Hirse, Gerste und Weizen. Es wurden vor allem Rinder, seltener auch Schafe, gehalten. Reste von Siedlungen wurden unter anderem in Sagwardschile, Samele Klde, Samerzchle Klde und Tetramiza gefunden. Die Häuser bestanden aus Stampflehm. Die ostgeorgischen Siedlungen, darunter Imiris-Gora, Chisaantgora, Didube, Nazargora, Imiri und Schulaweri, liegen teilweise über 1000 m hoch. Sie waren auf Hügeln errichtet, die Häuser hatten einen ovalen Grundriss. Keramikfunde weisen auf einen Handel mit den südlicheren Regionen bis zum Vansee hin.

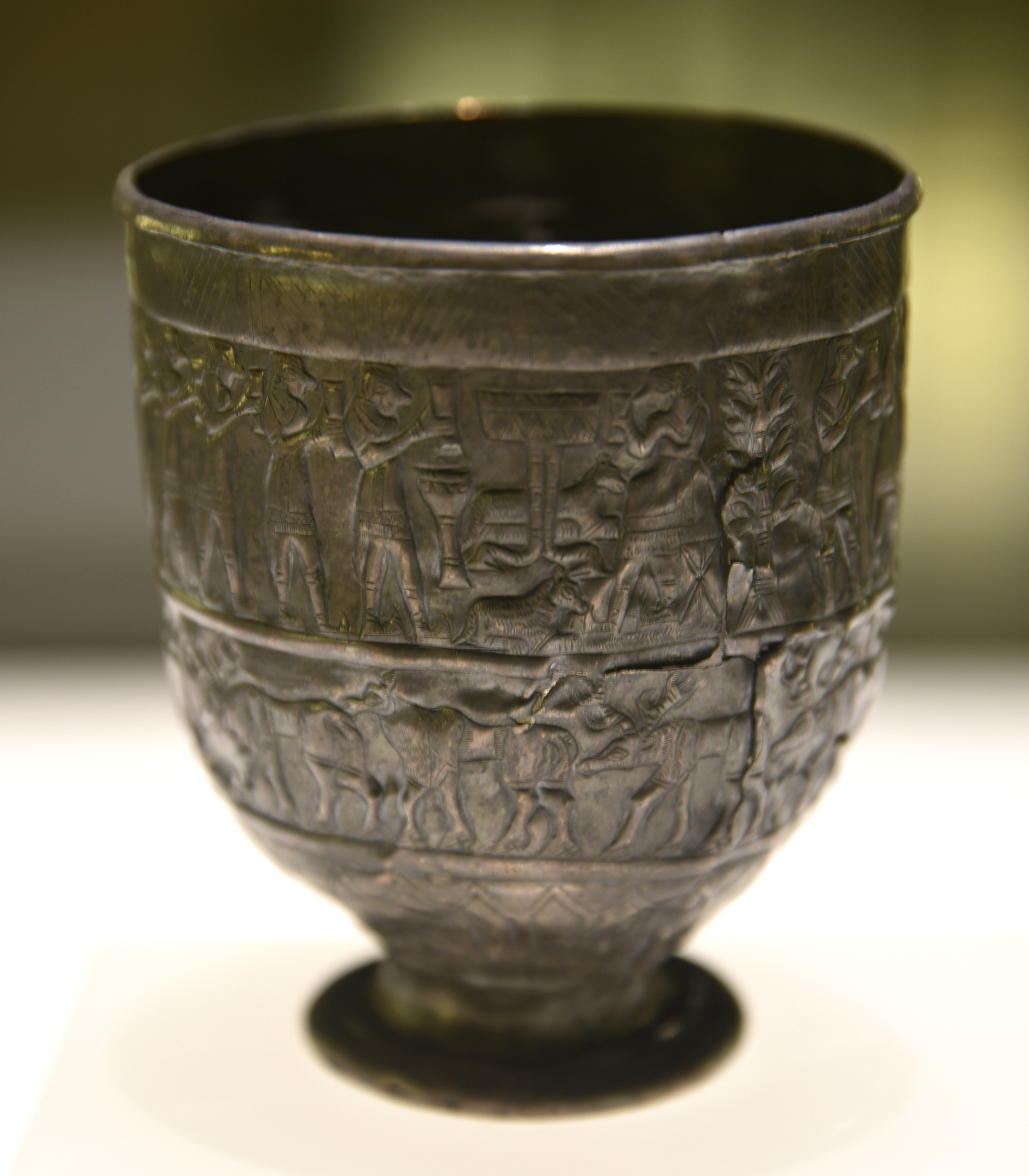
Silberbecher der mittelbronzezeitlichen Trialeti-Kultur mit Darstellung einer religiösen Prozession im oberen Register und von Hirschkühen im unteren Register, gefunden in Trialeti

Zu Beginn des 2. Jahrtausends, in der mittleren Bronzezeit, entwickelte sich in Ostgeorgien die Trialeti-Kultur. Die Siedlungen verlagerten sich in das Bergland, viele Siedlungen der Kura-Araxes-Kultur wurden aufgegeben. Der Ackerbau wurde durch Viehzucht ersetzt, möglicherweise durch nomadische Einwanderer. Das Handwerk erreichte in dieser Zeit eine erste Blüte. Es wurden vor allem Kurgane, die Grabhügel gefunden, Siedlungen jedoch nicht. In Westgeorgien blieb die Kultur der frühen Bronzezeit mit Ackerbau und Siedlungen in den Niederungen erhalten, jedoch nahm auch hier die Viehzucht zu. Hier wurde das Bergland stärker besiedelt, Kontakte zur Trialeti-Kultur gab es jedoch kaum. Seit Mitte des 2. Jahrtausends war das Pferd in Georgien bekannt, zu Ende des Jahrtausends war es bereits weit verbreitet und wurde wirtschaftlich wie militärisch genutzt.
Ab Ende des 2. Jahrtausends nahm die Bevölkerung zu und Metallurgie und Ackerbau entwickelten sich weiter. Zinn wurde aus benachbarten Regionen im Iran oder Kleinasien importiert. Etwa ab dem 12. Jahrhundert v. Chr. begann in Innerkartlien die Eisenverarbeitung. Bis 800 v. Chr. setzte sich das Eisen gegen die Bronze durch. Zugleich entwickelte sich die Verwendung von Schwertern. Mit der wirtschaftlichen Entwicklung entstanden größerer Wohlstand und größere besitzmäßige Unterschiede. Auch für Ostgeorgien gibt es für diese Zeit Funde von Dörfern und befestigten Siedlungen. In ihnen fanden sich häufig Kultstätten. Im Westen Georgiens entwickelte sich die Kolchis-Kultur, die sich bis nach Ostanatolien, in Teile Nordkaukasiens und nach Innerkartlien verbreitete. In ihr waren die Gebäude meist aus Holz, nur in den Bergen auch aus Stein, und der Ackerbau die ökonomische Grundlage. Im Handwerk entwickelten sich vor allem Textilherstellung und Töpferei. Metallurgische Zentren lagen bei Ghebi und im Tschorochi-Becken. Die Wirkung dieser Kultur auf die Griechen ist in die Argonautensage eingeflossen. Schließlich entwickelte sich in Ostgeorgien eine eigene Kultur und drängte die kolchische zurück.

## Antike

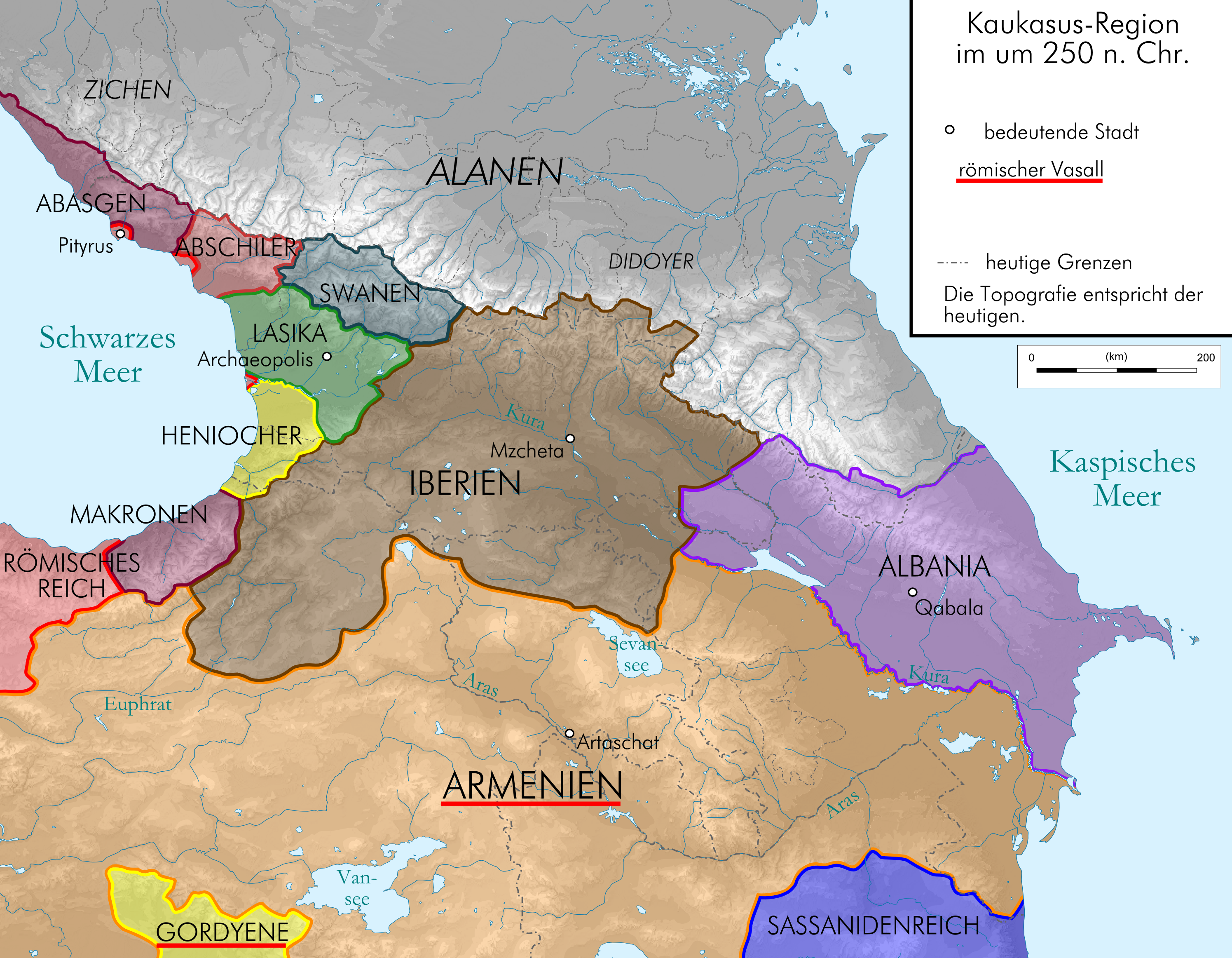
Kaukasus mit Iberien 250 n. Chr.

Im 13. Jahrhundert v. Chr. entstand – Heinz Fähnrich zufolge – das Königreich Diaochi aus einer Vereinigung verschiedener kartwelischer Stämme. Er fasst darin die Überlieferungen zu den Ländern Daiaeni (ca. 12. – 9. Jahrhundert v. Chr.) und Diaueḫe (8. Jahrhundert v. Chr.) zusammen, deren Gleichsetzung wie auch ihre Lokalisierung jedoch sehr umstritten sind. Diaochi sei eines der stärksten Schwarzmeerländer gewesen und habe bis zur Mitte des 8. Jahrhunderts v. Chr. bestanden. Danach wurde es beziehungsweise Diaueḫe von Urartu erobert, Teile gingen laut Fähnrich im Land Qulḫa auf, das sich ab dem 11. Jahrhundert in der Kolchis gebildet haben soll, jedoch ist auch dessen Lage umstritten. Später entstanden neue Staaten, darunter vielleicht das Reich Gamirru der Kimmerer und im 7. und 6. Jahrhundert v. Chr. das Reich Speri im Südwesten.
Im 6. Jahrhundert v. Chr. bildete sich im Westen des heutigen Georgien der Staat Kolchis. Im 4. Jahrhundert v. Chr. entstand im gebirgigen Osten das Land Iberien. Es wurde auch Kartlien genannt, weil sich die Iberier Kartweli nannten. Die Länder waren durch das Lichi-Gebirge getrennt. Beide Staaten pflegten enge wirtschaftliche Verbindungen zu Griechenland, Parthien und dem Achämenidenreich. Im Kaukasusgebirge wurden Gold, Silber, Kupfer und Eisen gewonnen. Georgische Handwerker schmiedeten daraus die Schwerter. Nach der Argonautensage raubten Iason und die Argonauten das Goldene Vlies aus Kolchis.

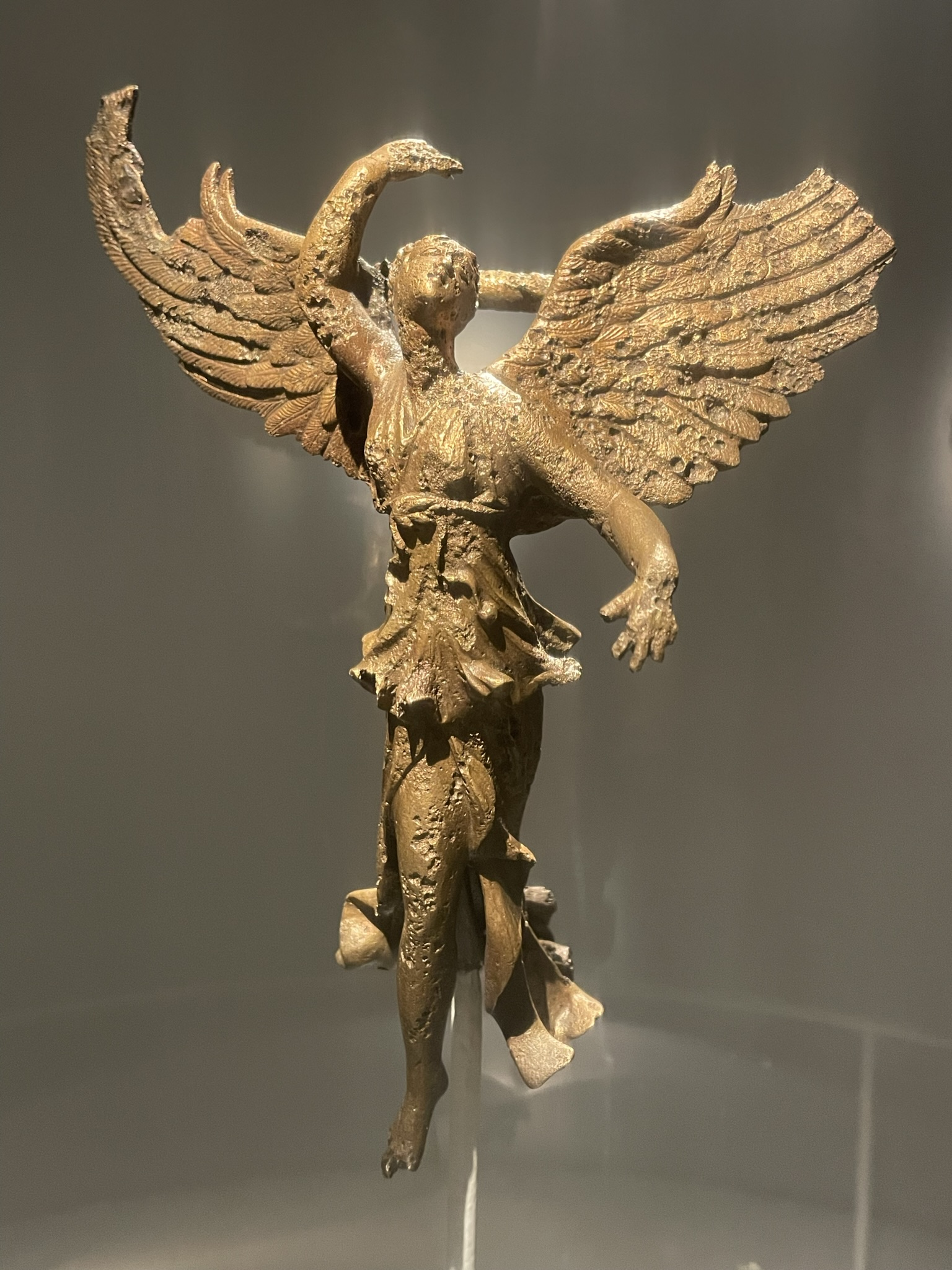
Nike-Statue aus Kolchis, gefunden in Vani, Georgien

Als Alexander der Große nach 333 v. Chr. Persien eroberte, wurden Kolchis und Iberien unabhängig. In der Zeit der Diadochenkriege wurden sie von dem pontischen Feldherrn Ason erobert, der eine Schreckensherrschaft errichtete. Iberien befreite sich mit Hilfe Parnawas von Ason und errichtete die Dynastie der Parnawasiden. Georgien war bis auf Kolchis, das mit Iberien freundschaftlich verbunden war, vereint und pflegte gute Beziehungen zu dem Diadochen Seleukos.
In den mithridatischen Kriegen standen Kolchis als Provinz und Iberien als Vasall auf Seiten von Pontos und somit gegen Rom. 66 v. Chr. eroberte der römische Feldherr Pompeius nach dem Sieg über Pontos auch Iberien und Kolchis. Sie wurden zu römischen Vasallen. Im 1. Jahrhundert zerfiel Kolchis. Es bildete sich der Nachfolgestaat Lasika. Zwischen 189 und 284 herrschte in Iberien eine Seitenlinie der parthischen Arsakiden namens Aršakiani. Sie wurde dann von den ebenfalls iranischstämmigen Chosroiden abgelöst.

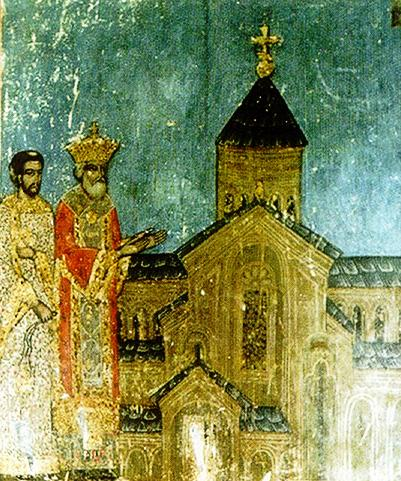
Mirian III. auf einem Wandbild in der Swetizchoweli-Kathedrale

337 konvertierte Georgien als einer der ersten Staaten der Welt zum Christentum. König Mirian III. von Iberien aus dem Geschlecht der Chosroiden führte das Christentum als offizielle Staatsreligion ein. Am 17. Januar 395 wurde die südwestliche Kolchis Teil des Oströmischen Reiches. Ab 591 galt das oströmische Glaubensbekenntnis. Im 4. oder 5. Jahrhundert scheint das georgische Alphabet entstanden zu sein, das erstmalig vollständig in der Dawati-Stele aus der heutigen Munizipalität Duscheti erhalten ist.
Iberien wurde im 3. Jahrhundert erstmals persischer Vasallenstaat. Danach wechselte es häufig die Seiten, um seine Existenz zu erhalten. Im 6. Jahrhundert war es persische Provinz, erlangte jedoch 591 in der Regierungszeit von Fürst Stephan I. (590–607) seine volle politische Autonomie wieder, da der persische Großkönig Chosrau II. Armenien an das oströmische Reich abtreten musste und somit den Zugang zu Iberien verlor (siehe auch Römisch-Persische Kriege). Danach orientierte sich Iberien außenpolitisch an Byzanz.
642 kamen die Araber erstmals nach Georgien, konnten das Land aber vorerst nicht erobern. Es kam zu mehreren Kriegen, in denen Georgien nach und nach von den Arabern erobert wurde. Dabei zerfielen Lasika und Iberien in kleinere Fürstentümer, darunter Kartlien, Kachetien, Heretien, Tao-Klardschetien, Abchasien und Egrisi. 755 wurde in Tiflis ein Emir eingesetzt. Herrschaftszentren der Araber waren die südlichen Städte des Landes. Die ländlichen Gebiete und der Norden befanden sich nur unter loser Kontrolle. Islamisierungsversuche blieben weitgehend erfolglos. Gewissermaßen bewirkte dieses Unterfangen sogar das genaue Gegenteil seines Ziels: Als Reaktion auf die arabische Herrschaft breitete sich die georgische Kirchensprache auch im Volk aus und wurde damit für die folgenden Jahrhunderte das entscheidende gemeinsame Merkmal der Georgier.
Auch die territoriale Einigung des Landes kann als eine unbeabsichtigte Folge der arabischen Verwaltungsstruktur bezeichnet werden. Die von den fremden Herrschern als Statthalter über Abchasien eingesetzten Bagratiden vereinigten die westlichen Fürstentümer Georgiens unter ihrer Herrschaft und herrschten dort nahezu autonom. Die östlichen Teile blieben weiterhin unter der Kontrolle des Emirs von Tiflis.

## Mittelalter

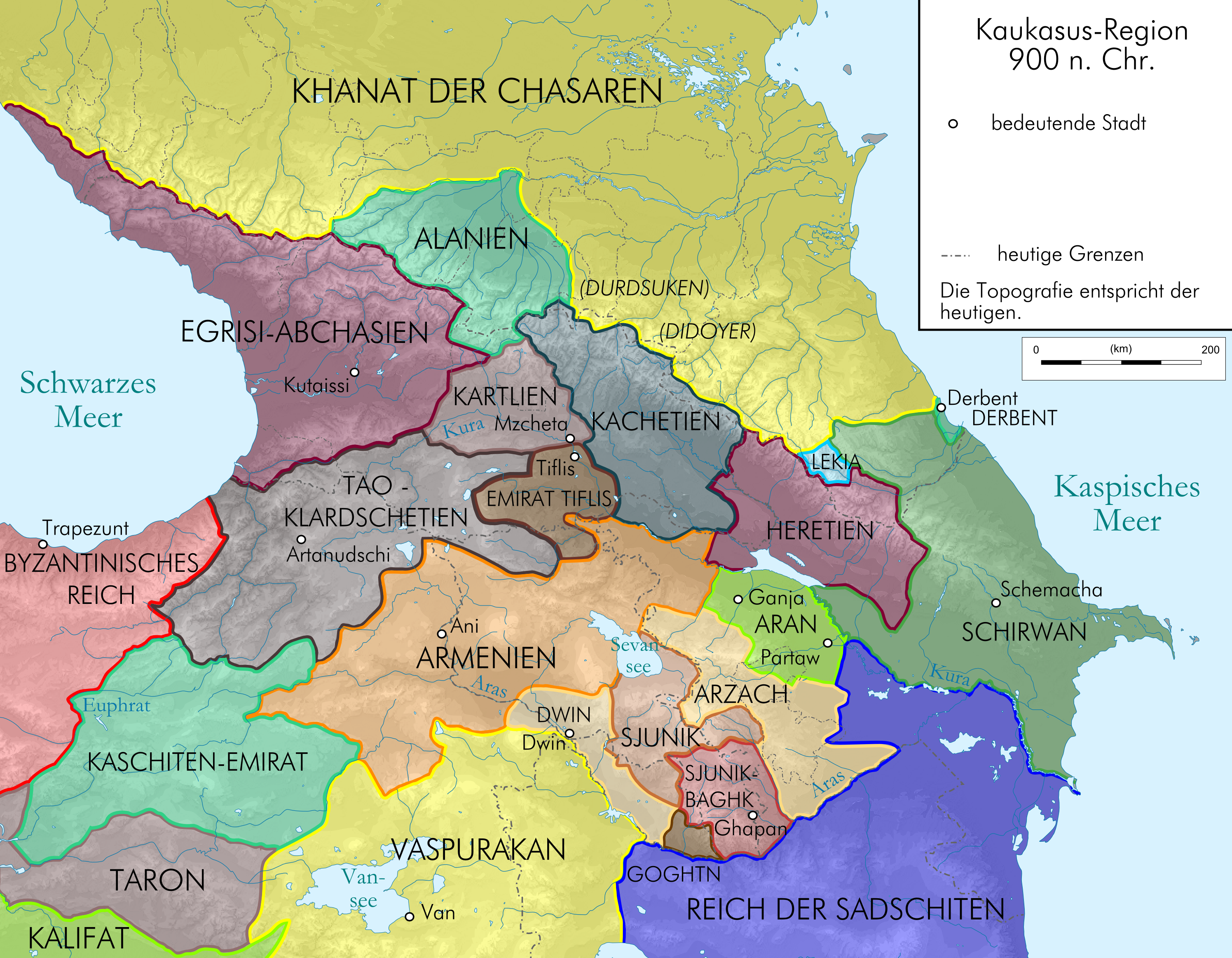
Kaukasus mit georgischen Staaten um 900 n. Chr.

Am Anfang des 11. Jahrhunderts vereinte König Bagrat III. Ost- und Westgeorgische Königreiche sowie die abchasische und die georgische Linie der Bagratiden in einem georgischen Königreich. Weite Gebiete des Landes befanden sich jedoch unter der Herrschaft anderer Machthaber. Erst sein Enkel Bagrat IV. bestieg 1039 in Tiflis den Thron. Seine Nachkommen herrschten in Teilen Georgiens bis 1801. Jedoch löste sich Kachetien-Heretien mehrmals aus dem Herrschaftsgebiet. Erst 1104 wurde es endgültig Teil Georgiens. Bis zum 13. Jahrhundert schloss sich trotz verschiedener Überfälle und fremder Herrschaft eine Blütephase Georgiens an.
Ab 1065 griffen türkische Seldschuken das Land an. Nach der Schlacht bei Manzikert (1071) geriet Kleinasien endgültig unter ihre Oberhoheit. Auch Georgien wurde ab etwa 1080 tributpflichtig. Zudem wurden einige Städte im Osten des Landes mit seldschukischen Garnisonen versehen und einzelne Reiterverbände zogen immer wieder plündernd durch das restliche Land. In dieser prekären Lage bestieg 1089 König Dawit IV. der Erbauer den Thron. Gleichzeitig setzten für Georgien positive Veränderungen im Seldschukenreich ein. Die Zentralmacht wurde zusehends geschwächt und zerfiel nach dem Tod Sultan Muhammads I. (1118) endgültig. Gleichzeitig wurde das Reich durch die beginnende Kreuzzugsbewegung (1096 Aufbruch zum ersten Kreuzzug) erneut von außen angegriffen.
Durch energische Reformen gelang es König David IV., ein diszipliniertes stehendes Königsheer zu schaffen, mit dem er die Seldschuken bis 1122 aus dem Land vertrieb und Grenzprovinzen Armeniens und Aserbaidschans für Georgien eroberte. Mehrere benachbarte Gebiete gerieten zudem in Abhängigkeit von Georgien. Die Reiche Shrivan am Kaspischen Meer, Trapezunt an der Südküste des Schwarzen Meers sowie das Volk der Osseten und viele kleinere Bergvölker im hohen Kaukasus und den nördlich gelegenen Gebieten mussten Georgien als beherrschende Macht anerkennen. Zudem gelang es David, die mächtigen einheimischen Territorialfürsten zur Kooperation zu zwingen. Zum Ende seiner Regierungszeit (1125) kann deshalb die Einigung Georgiens als vollendet betrachtet werden.
Davids Nachfolger waren lediglich dazu in der Lage, das von ihm aufgebaute Reich zu erhalten, nicht jedoch es weiter auszubauen. Zudem kam es immer wieder zu Auseinandersetzungen mit den Nachbarvölkern und zu Problemen mit dem Adel, der die Macht der Könige einschränken wollte.
Davids Nachfolger Demetre I. verfügte, dass Muslime in Georgien ihre Religion unbeschränkt ausüben können. Unter der Herrschaft Königin Tamaras wurden staatliche Proklamationen nur noch nach Absprache mit dem Adelsparlament Darbasi verkündet. Auf lokaler Ebene schuf sie Gerichte, gegen deren Entscheidungen Widerspruch bei einem Obersten Gerichtshof eingelegt werden konnte. Die Königin schaffte die Todesstrafe und die Verstümmelung von Straftätern ab.

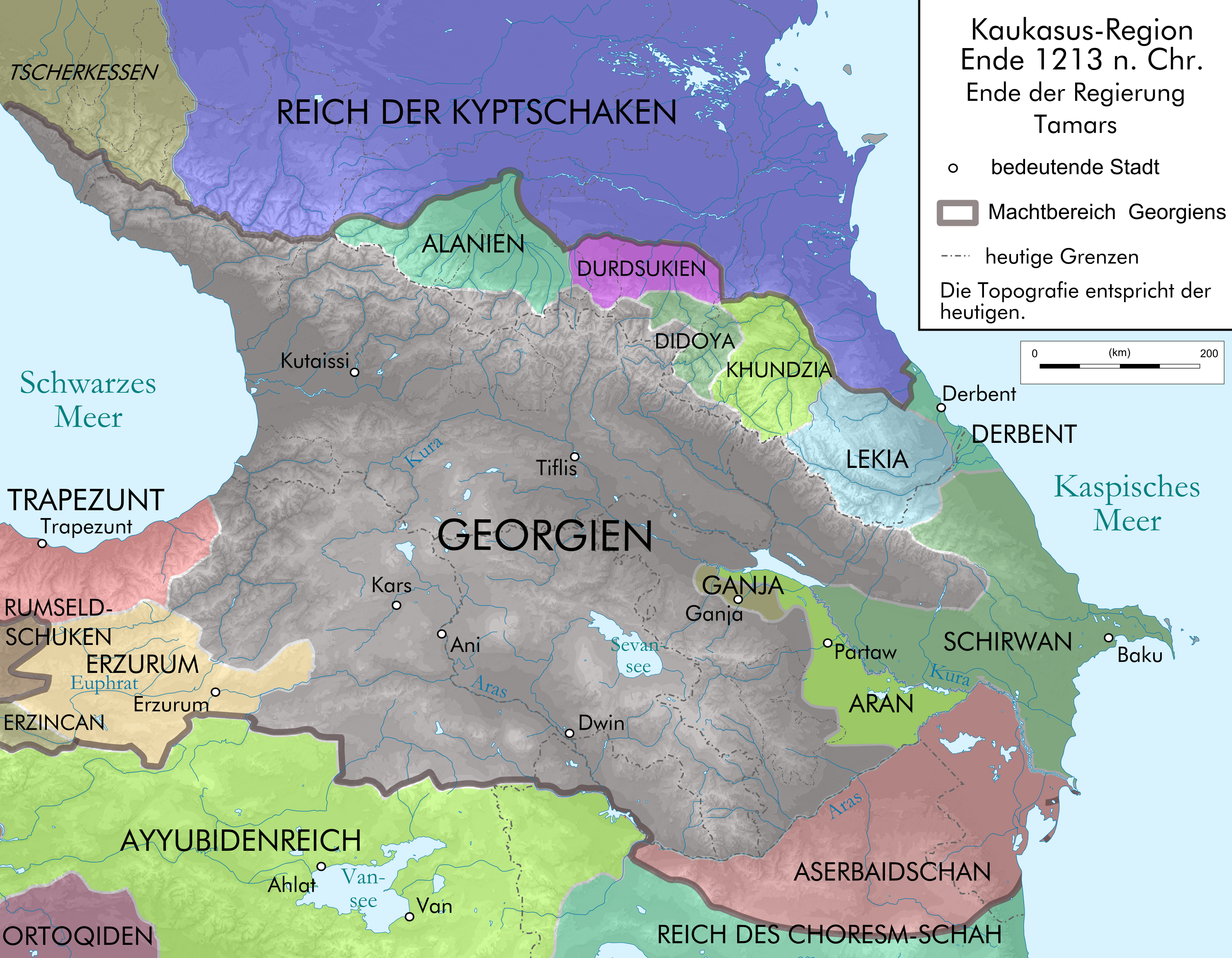
Georgien unter der Herrschaft Königin Tamars

1220 fielen erstmals die Mongolen an der Südgrenze und in Armenien ein. 1225 besetzten die vor den Mongolen fliehenden Chwarzemen Tiflis vorübergehend und benutzten die Stadt als Basis für ihre Raubzüge.
Zunächst ignorierten die Mongolen selbst Georgien weitestgehend. Zu ihren ersten Raubzügen nach Russland zogen sie nur am Rand des Kaukasus vorbei. Zwischen 1235 und 1240 erschien ihr Heerführer Batu Khan wiederholt auch dort und unterwarf das gesamte georgische Reich. 1243 wurde Königin Rusudan gezwungen, offiziell die Oberhoheit der Mongolen anzuerkennen. Georgien musste Abgaben zahlen und Hilfstruppen für Feldzüge zur Verfügung stellen.
Später wurde Georgien immer mehr in die inneren Konflikte des mongolischen Reiches hineingezogen. Verschiedene Fraktionen setzten in Tiflis ihnen genehme Könige auf den Thron. Aufstandsversuche wurden blutig unterdrückt. Die Macht der Könige schwand immer mehr, bis sie nur noch den Titel trugen, die wirkliche Macht aber von einflussreichen Familien im Hintergrund ausgeübt wurde.
Als das mongolische Reich zerfiel, konnte Giorgi V. (1314–1346) ein zusammenhängendes Territorium unter seine Herrschaft bringen, für das er die Nachfolge Georgiens in Anspruch nehmen konnte. Doch wurde das Land durch die Pest (1348/49, 1366) und die Eroberungszüge Timur Lengs (1385–1403) endgültig zerstört. Zwar konnte Timur in Georgien keine dauerhafte Herrschaft aufbauen, das Land fand jedoch auch nach seinem Abzug nicht mehr zu seiner alten Macht zurück. Es blieb ein Gebiet, in dem einzelne lokale Fürsten herrschten, die zwar ein vages Zusammengehörigkeitsgefühl besaßen, sich aber nicht zu einem wirklichen Zusammenschluss entschlossen. Die Städte wurden entvölkert, fruchtbares Ackerland von Hirten übernommen, freie Bauern und Handwerker zu Leibeigenen der Fürsten degradiert. Nach dem Tod Alexanders I. (1442), des letzten Königs eines geeinten Georgien, zerfiel das Haus der Bagratiden in drei Linien. Eine regierte von Tiflis aus über Kartlien, die zweite beherrschte das westliche Imeretien, die dritte saß im ostgeorgischen Kachetien. Das übrige Land geriet unter die Kontrolle von teilweise selbsternannten, teilweise alteingesessenen Prinzen oder Fürsten. Die größten Fürstentümer waren Abchasien, Gurien, Mingrelien, Samzche und Swanetien. In den Bergregionen des Kaukasus setzten sich sogar alte patriarchalische Stammesstrukturen wieder durch. Nomadisierende Stämme, die aus dem mongolischen Reich hervorgegangen waren, überfielen immer wieder das Land.

### Gesellschaftsstruktur im Mittelalter
Zwischen dem späten elften und dem frühen dreizehnten Jahrhundert erreichte das georgische Reich den Höhepunkt seiner Macht. In dieser Phase wurde auch ein differenziertes Verwaltungssystem aufgebaut. In seiner vollen Ausformung existierte es nur in dieser Epoche, doch viele Ämter waren schon vorher bekannt und existierten noch einige Zeit weiter. An der Spitze stand das königliche Kabinett, das aus den Vaziri, den Ministern, bestand. Jedes der Kabinettsmitglieder konnte sich auf einen umfangreichen Beamtenstab stützen.
Der Hohe Kanzler führte das Kabinett zwar an, hatte jedoch zumindest offiziell keine Weisungsgewalt über die übrigen Minister. Dieser Posten wurde meist mit dem Erzbischof von Tchqondidi besetzt. Aufgrund dieser Doppelfunktion erhielt er die Verbindung zwischen der weltlichen und geistlichen Macht aufrecht. Er verwaltete die Geschäftsführung der königlichen Kanzlei und hatte die Aufsicht über die Hofbeamten. Zudem war er für die Mobilmachung der Truppen verantwortlich. Der Kriegsminister verwaltete die Armee und war dabei besonders für das stehende Königsheer und die Versorgung mit Waffen und Pferden verantwortlich. Ein ebenfalls militärisches Amt versah der Atabagi. Dabei ging es jedoch mehr um die Wahrnehmung von polizeilichen Aufgaben im Land.
Die übrigen Kabinettsmitglieder besaßen einen etwas niedrigeren Status. Dem Zeremonienmeister war die Verwaltung der Hofdienerschaft und die Organisation offizieller Ereignisse anvertraut. Der Schatzmeister war für die Finanzen zuständig, die nicht in den anderen Ressorts verwaltet wurden. Zudem kontrollierte er die Finanzverwaltung der größeren Städte und die Steuereintreibung. Zudem gab es eine Vielzahl von Hofbeamten, unter anderem königliche Mundschenke, Jäger und Förster.
Die einzelnen Provinzen wurden von Eristavni regiert. Dabei handelte es sich um Adlige, die eigentlich nur vom König eingesetzt wurden. In der Praxis blieben die Provinzen jedoch fest in der Hand derjenigen Familien, die sie schon seit einigen Generationen beherrscht hatten. Zusammen mit Vertretern der hohen Geistlichkeit bildeten diese Territorialherrscher den königlichen Rat. Der Rang eines Eristavi bemaß sich daran, wie groß das von ihm verwaltete Gebiet war und ob es sich dabei vor dem Anschluss an Georgien um ein eigenständiges Königreich gehandelt hatte. Die Eristavi waren die Herrscher über alle Nichtadeligen in ihrem Land und konnten auch Einfluss auf die Kirchen nehmen, soweit es ihre Verbindung zur weltlichen Macht betraf. Ihre hauptsächliche und ursprüngliche Aufgabe war es jedoch, die in ihrem Gebiet ausgehobenen Truppen in die Schlacht zu führen. Sie konnten zwar nicht selbst Recht sprechen, hatten jedoch die Aufsicht über Gerichtsverhandlungen gegen die niederen Bewohner ihrer Provinz inne. Zudem erhielten sie eine jährliche und eine in unregelmäßigen Abständen eingesammelte Steuer sowie einen Teil der an die Gerichte gezahlten Strafen. Bei der Ausführung ihrer Aufgaben standen ihnen mehrere Beamte zur Seite.
Auch eine große Anzahl an niederen Landadeligen war vorhanden. Sie waren bis auf ihre militärische Funktion im Ritterheer meist nur mit geringem politischen Einfluss ausgestattet. Versuche, eine Art Adelsparlament zu schaffen, scheiterten an der großen Macht des Königs. Zudem existierte eine verwirrende Anzahl an Würdenträgern, deren Titel teilweise ererbt, teilweise auf Lebenszeit verliehen waren und deren Autorität und Befugnisse sich nicht mehr genau feststellen lassen. Meist wurden solche Titel jedoch vom König in Verbindung mit einem Landbesitz an einen Untergebenen, meist einen verdienten Offizier, verliehen, der sich dadurch in ein direktes Patronatsverhältnis zum Thron begab. Dazu kamen im hohen Kaukasus die Clanchefs der meist noch patriarchalisch strukturierten Bergbewohner, die einen gewichtigen Einfluss geltend machen konnten.
Auch die niederen Klassen der georgischen Gesellschaft waren vielfältig organisiert. Aznauri wurden die Freien genannt. Ihr sozialer Status war von dem Alter ihrer Familie abhängig. Auch die Bewährung in einem öffentlichen Amt oder als Soldat konnte das Ansehen des Einzelnen und des ganzen Clans steigern. Ihre Machtmittel konnten durchaus den Besitz eigener Festungen und umfangreiche Schätze enthalten. Ähnlich verhielt es sich mit den Vadcharni, den Händlern. Die mächtigeren unter ihnen konnten sogar einigen Einfluss am Königshof ausüben.
Die Schicht der Leibeigenen gliederte sich in zwei Gruppen. Dabei scheinen die Msakhurni einen etwas höheren Status besessen zu haben, da sie schon in der antiken Gesellschaft existierten und oft in den Status der Aznauri gehoben wurden. Die Qma waren ursprünglich Sklaven und unter ihnen gab es wiederum verschiedene Abstufungen. Die höhergestellten Qma besaßen Verträge, in denen genau festgelegt wurde, welche Arbeiten sie durchführen mussten. Ein Herr konnte seinen Qma besondere Rechte zugestehen. Diese Praxis wurde als Belohnung für gute Dienste, insbesondere im Krieg, oft angewendet. So konnte ein Qma Geschenke, Erleichterungen seiner Aufgaben und sogar Landbesitz erhalten. Im Lauf der Zeit wurden diese Belohnungen so oft gewährt, dass in der Blütezeit Georgiens viele Qma nur noch in einem lockeren Patronatsverhältnis zu ihren Herren standen und ihrerseits gegenüber untergeordneten Qma zu Patronen wurden.
Auch die Georgische Orthodoxe Kirche war ein bestimmender Machtfaktor im mittelalterlichen Georgien. Als Träger der Religion und damit des herausragenden Merkmals der Georgier gegenüber der meist andersgläubigen Umgebung kam ihr eine besondere Bedeutung zu. Zudem war sie eine entscheidende Brücke nach Europa, da sie sich an der griechisch-byzantinischen Kirche orientierte. Sie stellte die oberste Instanz in Fragen der zivilen Rechtsprechung dar und konnte es sich sogar erlauben, Könige und Fürsten in ihrem Handeln zurechtzuweisen. Die Erziehung des Adels lag fest in ihrer Hand. Gleichzeitig waren die Bischöfe und Äbte auch mit umfangreichen weltlichen Machtmitteln versehen. Ausgedehnter Landbesitz und das Patronat über eine große Anzahl Qma bei gleichzeitiger Befreiung von fast allen Abgaben machten es ihnen sogar möglich, eigene Armeen aufzustellen, die diejenigen der Könige bei ihren Feldzügen unterstützten. Daraus wird ersichtlich, dass es in Georgien, anders als in Westeuropa zwischen Papst und Kaiser kaum zu Kompetenzstreitigkeiten zwischen dem Katholikos, dem obersten Würdenträger der georgischen Kirche, und dem König kam. Sie und ihre Hierarchien existierten gleichberechtigt nebeneinander und verfolgten doch meist die gleichen Ziele.
Das mittelalterliche Rechtssystem in Georgien war geprägt von der Überwindung der archaischen Stammesrechtsprechung. An die Stelle des alten Blutracheprinzips trat, zumindest in den zentralen Territorien des Reiches, das Blutgeld. Die Ermordung eines Menschen konnte durch die Zahlung eines gewissen Betrags in Geld oder Gütern (auch Sklaven) an dessen Familie gesühnt werden. Die Höhe dieser Summe berechnete sich nach der gesellschaftlichen Stellung sowohl des Ermordeten als auch des Mörders. Für Vergehen wie Körperverletzung, Diebstahl oder Ehrverletzung mussten festgelegte Bruchteile des Blutgeldes entrichtet werden. Eine besondere Gnade, die ein Patron seinem Qma erweisen konnte, war die Erhöhung des Blutgeldes über die üblichen Beträge für seinen Stand, was einen besonderen Schutz bedeutete. Verbrechen wie Diebstahl oder Raub wurden, wenn der Täter auf frischer Tat gefasst wurde, zunächst mit der Zahlung von einem Mehrfachen des Wertes des Diebesguts bestraft. Bei Wiederholung der Straftat konnte zur Strafe der Blendung oder Verstümmelung gegriffen werden.
Die niedere Rechtsprechung auf dem Land wurde von umherreisenden Richtern vorgenommen. Diese wurden in der Regel vom König, gelegentlich auch von den mächtigeren Territorialfürsten berufen. Die Richter bestritten ihren Lebensunterhalt aus dem Anteil an den verhängten Strafen, den sie erhielten. Gleichzeitig mussten sie einen Teil der Strafsumme an den Herrscher abführen, der sie berufen hatte, und wurden dadurch zu einem wichtigen Element in der Finanzordnung des georgischen Reiches.
Unter Adeligen wurden schwerwiegende Streitigkeiten durch Zweikämpfe geregelt. Der Unterlegene wurde in der Regel hingerichtet und sein Besitz fiel an die Krone. In den niederen Schichten wurden Entscheidungen gelegentlich durch Gottesurteile herbeigeführt.

## Frühe Neuzeit

### 16. und 17. Jahrhundert

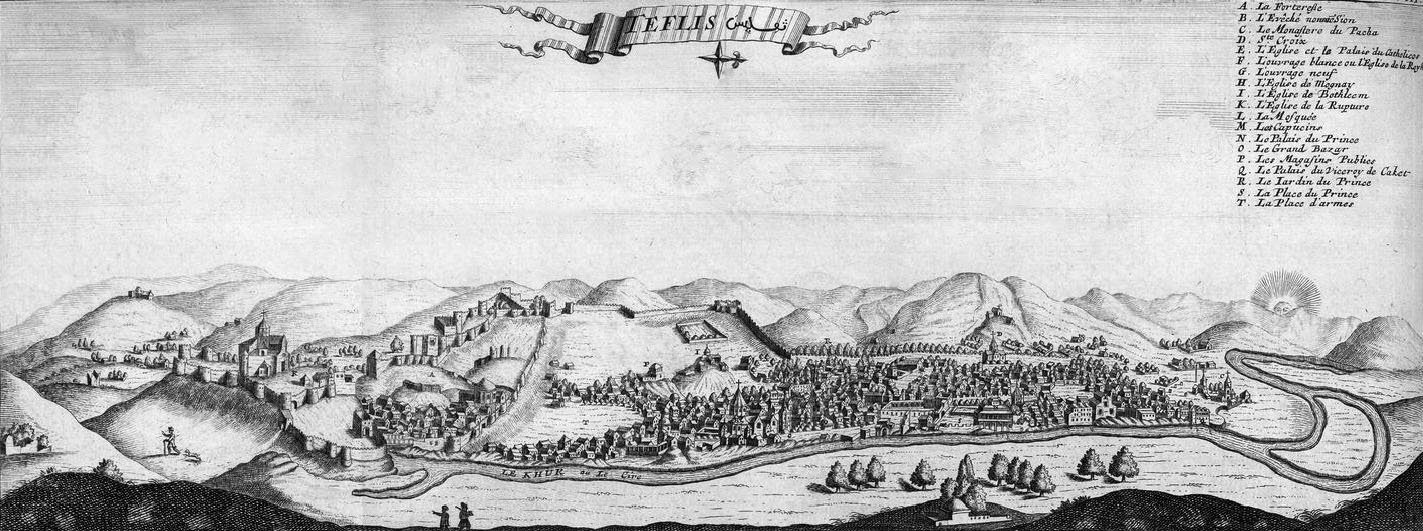
Georgiens Hauptstadt Tiflis 1671

Als 1453 Konstantinopel fiel, brach der Kontakt zu den christlichen Staaten Europas ab. Gleichzeitig begann sich in Kleinasien eine neue Konfliktlinie aufzuwerfen. Während die Türken das Osmanische Reich aufbauten, kam es zu einem Wiedererstarken Persiens. In diesem Konflikt wurden die südlichen Teile Georgiens schnell zu einem Schauplatz der Auseinandersetzungen. Immer wieder gelang es einem der beiden Kontrahenten, in dem einen oder anderen Fürstentum die Kontrolle zu erlangen.
1512 besetzten die Osmanen kampflos Samzche und unterwarfen von dort aus Imeretien. Die jeweiligen Herrscher blieben als Vasallen der Türken im Amt. Die Perser unterstützten Bagrat III. von Imeretien, der 1535 Samzche eroberte. Die Türken nahmen ihm jedoch schon 1545 das Territorium wieder ab und rüsteten seine Festungen mit starken Garnisonen aus. Von diesem Zeitpunkt an setzte sowohl vom Westen durch die Osmanen als auch vom Osten durch die Perser ein schleichender Unterwerfungsprozess ein, in dessen Verlauf sich einzelne Kleinfürsten unter den Schutz eines der beiden Großreiche stellten.
Einmal flackerte noch eine georgische Zentralmacht auf. Zwischen 1577 und 1599 gelang es Simon von Kartlien mit persischer Unterstützung, die Türken aus seinem Fürstentum zu vertreiben und sie in anderen Landesteilen empfindlich zu schlagen. Als sein Vasall jedoch zu stark wurde, beschloss der Schah Abbas I., ihn gefangen zu nehmen und seinen Sohn Giorgi X. auf den Thron zu setzen.
Die Bevölkerung hatte in beiden Einflussgebieten gleichermaßen unter schweren Übergriffen zu leiden. Sowohl die Perser als auch die Osmanen betrieben Sklavenhandel, verschleppten Georgier in andere Teile ihres Reiches und zwangen die Fürsten des Landes, ihnen Truppen für ihre Feldzüge zur Verfügung zu stellen. Als Reaktion kam es zu wiederholten Aufständen der Landbevölkerung, teilweise mit Unterstützung georgischer Fürsten, die jedoch immer erfolglos blieben. Auch zwischen den einzelnen Fürstentümern herrschten erbitterte Fehden, die meist von den Besatzungsmächten unterstützt wurden.
Einen Verbündeten gegen die fremden Herrscher suchten Georgiens Fürsten bei Russland, dem einzigen christlichen Großreich in der Nähe. Schon seit dem Ende des 15. Jahrhunderts war es zu Kontakten zwischen georgischen und russischen Fürsten gekommen. Trotz erfolgreicher Feldzüge in Dagestan 1604 unter Boris Godunow war Russland über lange Zeit zu schwach, das persische und das osmanische Reich dagegen zu stark, dass es im Kaukasus intervenieren konnte. Teimuras I. von Kachetien (1586–1663) versuchte erfolglos, sich gegen die persische Oberhoheit aufzulehnen. Daraufhin wurde die Königswürde in Kartlien unter Wachtang V. 1656 erstmals mit dem Titel eines persischen Vizekönigs verbunden. Ostgeorgien wurde so ein integraler Bestandteil des persischen Reiches. Damit wurde der osmanisch-persische Vertrag von 1636 umgesetzt, der das Lichi-Gebirge als Grenze bilateraler Interessen festgelegt hatte.

### 18. Jahrhundert
Zu Beginn des 18. Jahrhunderts setzten mit dem Zerfall des persischen Reiches und dem Aufstieg Russlands umfassende Veränderungen in Transkaukasien ein. Als Peter der Große 1722 einen Feldzug in den Nordkaukasus führte, hoffte Wachtang VI. auf russische Unterstützung, um Georgien aus dem Persischen Reich zu lösen. Er griff mit seiner Armee die Stadt Ganja an. Doch Russland griff nicht ein. Die Perser entsandten König Konstantin von Kachetien, der Wachtangs Armee schlug und im folgenden Jahr Tiflis eroberte. Ein Jahr später kehrte Wachtang mit einer türkischen Streitmacht zurück und eroberte seine Hauptstadt zurück. Doch bereits 1725 fiel er bei den Osmanen in Ungnade und musste nach Russland fliehen.
Auch in anderen Teilen Persiens führten die Türken erfolgreiche Offensiven. 1726 waren sie faktisch die beherrschende Macht in Transkaukasien und nahmen eine Neuaufteilung des Territoriums vor, um Georgien fest in den türkischen Staatsverband einzufügen. Das führte zu zahlreichen Aufständen und Überfällen, bei denen die Georgier sich einer Guerillataktik bedienten, um unter der Anführung einiger entmachteter Fürsten die Türken zu vertreiben. Mehrere Überfälle lesghrischer Reiter trafen die Türken schmerzlich. 1733 gelang es mit abchasischer Unterstützung, ein komplettes türkisches Landungsheer zu vernichten.
In dieser Lage kam es zu einem erneuten Auflodern der persischen Macht: Nader Schah schlug die Osmanen auf breiter Front und brachte ihr gesamtes östliches Reichsgebiet zum Zusammenbruch. 1735 eroberte Nader auch Georgiens südliche Städte, darunter auch Tiflis. Er verwüstete Kartlien und stellte Transkaukasien unter die Regentschaft seines Bruders Ibrahim. Georgische Fürsten mussten Nader mit ihren Soldaten auf einen Feldzug nach Indien begleiten, die Bevölkerung hatte hohe Steuern zu entrichten und Nahrungsmittel abzuliefern.
Als Nader 1741 in Dagestan geschlagen wurde und sich nach Derbend zurückzog, wurde die Lage für die Georgier noch härter. Die persischen Truppen konfiszierten Nahrungsmittel, Tiflis und andere georgische Städte wurden mehrfach von indischen und afghanischen Söldnern geplündert. Revolten fanden ein blutiges Ende. Viele Georgier, auch Fürsten, flohen in das Osmanische Reich. In einem 1743 ausgebrochenen Krieg kämpften Kartlien und Kachetien unter Teimuras II. auf der Seite der Perser gegen die lesghrischen Verbündeten der Türken. Danach begann Teimuras, die Unabhängigkeit seines Landes anzustreben, bereitete sich auf die Abwehr einer erneuten persischen Invasion vor. Dazu kam es jedoch nicht, weil Nader 1747 ermordet wurde und Persien endgültig in internen Auseinandersetzungen versank.

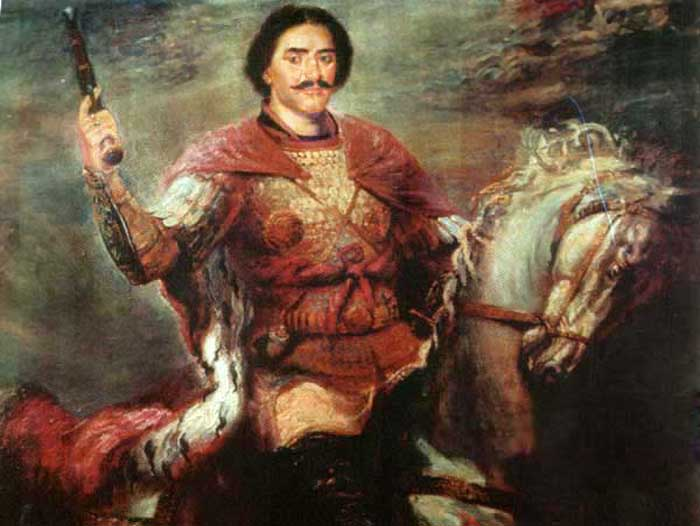
Darstellung des Königs Solomon/Salomon I.

Ab dem gleichen Jahr regierte Erekle II. zusammen mit seinem Vater Teimuras über Kartlien und Kachetien. Durch Feldzüge mit großen Söldnerheeren aus den umliegenden Völkern konnten beide ihre Herrschaft nach Südosten und Abchasien ausdehnen. Gegen die Überfälle der Lesghrier, der Kurden und den armenischen Schah des zerfallenden Persien blieben sie jedoch meist erfolglos. Viele der alten Fürstentümer des Landes blieben außerhalb des Einflussgebiets des georgischen Königs. Westgeorgien befand sich unter der unsicheren Herrschaft von Solomon I. und Samzche gehörte zum Osmanischen Reich. Trotzdem gelang es Erekle ein stabiles Regime, auch gegen den eigenen Adel, zu erhalten. Er holte Gelehrte, Händler und Offiziere aus Westeuropa in das Land, um die Entwicklung voranzutreiben.
In der zweiten Hälfte des 18. Jahrhunderts kam es zu verstärkter Zusammenarbeit zwischen den östlichen und westlichen Landesteilen, indem sie Russland im 5. Russischen Türkenkrieg unterstützten. 1770 schickte Zarin Katharina eine Armee unter General Gottlob Curt Heinrich von Tottleben in den Kaukasus. Zusammen mit den Truppen Erekles und Salomons besiegten sie die Türken. 1772 gelang es Erekle noch einmal, die Türken zu schlagen. Beim Friedensvertrag von 1774 zwischen Russland und dem osmanischen Reich wurden die Georgier jedoch kaum berücksichtigt.
Ein Jahr nachdem 1782 Salomon nach einer vernichtenden Niederlage gegen die Türken gestorben war, unterstellte Erekle Ostgeorgien (Kartlien-Kachetien) im Vertrag von Georgijewsk russischem Schutz. Darin wurde die Kontrolle über die georgische Außenpolitik an Russland abgegeben. Die Straßen über den Kaukasus wurden ausgebaut und russische Truppen in Tiflis stationiert.
1789 konnte Erekle seinen eigenen Enkel David II. auf den Thron Imeretiens setzen. 1795 marschierte unerwartet Aga Mohammed Khan in das Land ein, vernichtete die überraschte Armee und verwüstete Tiflis. 1796 vertrieben russische Truppen die Invasoren aus Transkaukasien. Einen persischen Gegenschlag verhinderte der Tod des Schahs im Frühjahr 1797. Ein Jahr später starb auch Erekle II.; ihm folgte sein Sohn Giorgi XII. auf den Thron.

## Im Russischen Reich, 1801–1917

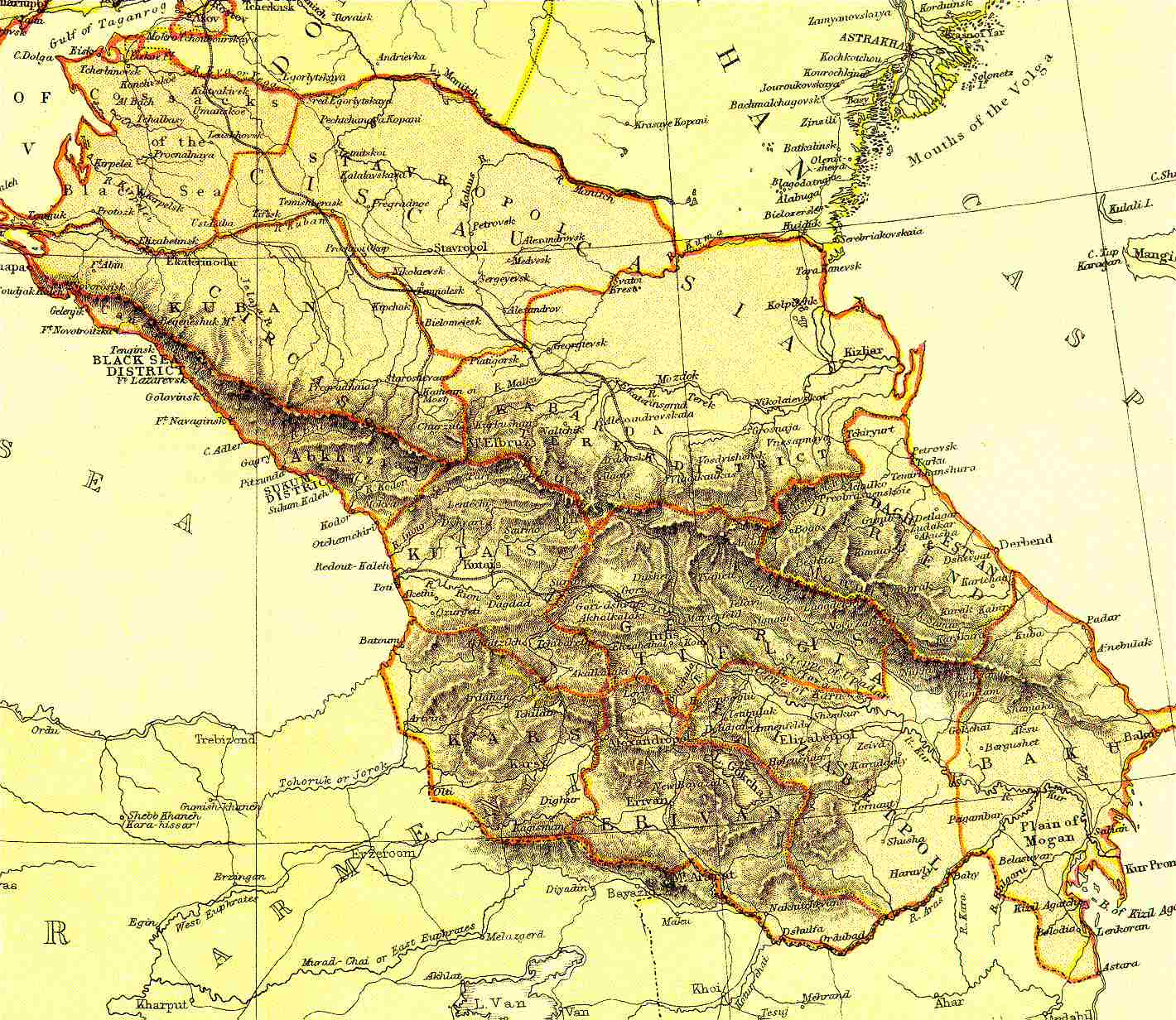
Georgien im Russischen Reich, 1882: Die Gouvernements Tiflis, Kutais und Kars sowie der Bezirk Sochumi

Die Perser übten auf Giorgi einen subtilen Einfluss aus. Als er ein Bündnis mit dem Schah in Erwägung zu ziehen schien, intervenierte Zar Paul und schickte Truppen nach Tiflis. Die Perser versuchten eine Entscheidung zu erzwingen, indem sie 1800 eine Armee mit einem übergelaufenen Bruder Erekles in Marsch setzten. Die russischen Verbände erwiesen sich jedoch als siegreich.
Giorgi fürchtete eine erneute persische Invasion und schlug Russland die Eingliederung Georgiens in Russland vor. Er verlangte jedoch, dem georgischen Königshaus die Krone zu belassen. Am 19. November 1800 lag eine entsprechende diplomatische Note vor, die von georgischen Gesandten mit dem russischen Außenminister in Sankt Petersburg ausgehandelt worden war. Noch bevor die Note von beiden Seiten ratifiziert wurde, verfügte Zar Paul I. am 18. Januar 1801 in einem einseitigen Dekret die Annexion Georgiens. Ostgeorgiens Thronfolger David Batonischwili wurde vier Monate später von der Macht entfernt, durch eine Regierung unter dem russischen General Iwan Petrowitsch Lasarew ersetzt und schließlich außer Landes gebracht. Im April 1802 wurde die Aristokratie mit Waffengewalt zum Eid auf die russische Kaiserkrone gezwungen. 1802 bis 1804 sowie 1812 kam es zu antirussischen Aufständen in königstreuen Bergregionen sowie in Teilen Kartliens und Kachetiens. Ihren Erfolg vereitelten rund 10.000 russische Soldaten, die sich damals im Land befanden.
Die Regionen im Westen des Landes blieben noch ein Jahrzehnt lang staatlich unabhängig. Erst 1810 eroberte Russland das georgische Königreich Imeretien. Russland brauchte weitere 54 Jahre, um die vollständige Kontrolle über Westgeorgien zu gewinnen. Die Region Gurien wurde 1828 abgeschafft, Mingrelien 1857. Die Region Swanetien wurde zwischen 1857 und 1859 annektiert, das Fürstentum Abchasien 1864.

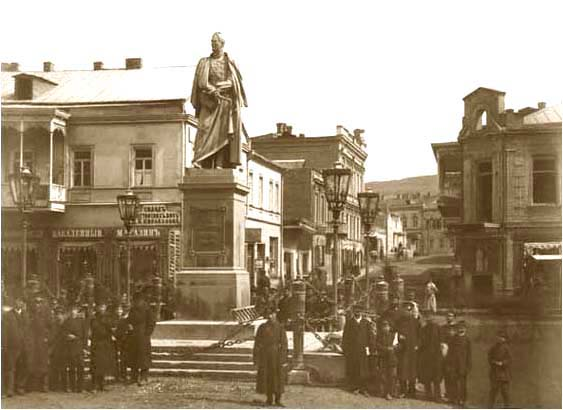
Woronzow-Denkmal in Tiflis, 1890

Georgien wurde einer intensiven Russifizierung unterworfen, um das soziale und das kulturelle System russischen Verhältnissen anzupassen. Zugleich öffnete die russische Herrschaft Georgien für Europa. Tiflis wurde zum Paris des Ostens. In Georgien blühten Aufklärung, Liberalismus und modernes Nationalbewusstsein. Die Brüder Bagration übersetzten Werke der europäischen Literatur ins Georgische. Deutsche siedelten in Südgeorgien. Unter der Ägide des russischen Gouverneurs Alexei Jermolow fanden nach 1825 Verbannte des gescheiterten liberalen Dekabristenaufstandes in Georgien Unterschlupf. Ein aufständisches Regiment aus Sankt Petersburg, dem besonders viele Mitglieder der liberalen Intelligenz angehörten, wurde nach Georgien deportiert und verband sich mit der dortigen Oberschicht.
Georgien drängte auf Eigenständigkeit. 1832 scheiterte ein Versuch, die Bagratiden-Dynastie wieder an die Macht zu bringen. Der Zar entsandte Fürst Michail Woronzow, damit er als Vizekönig des Kaukasus die russische Herrschaft sichere. Der in England erzogene Woronzow modernisierte Handel, Industrie, Städtebau und Verkehrswesen, gründete 1845 das erste Theater und 1846 die erste öffentliche Bibliothek in Transkaukasien. 1866 wurde in Georgien die Leibeigenschaft abgeschafft.
In der zweiten Hälfte des 19. Jahrhunderts wuchs die Unzufriedenheit der Georgier zu einer nationalen Befreiungsbewegung an. 1905 brach ein großangelegter Bauernaufstand aus, dem politische Reformen folgten, die Spannungen zeitweise abbauten. Führende politische Kraft wurde die menschewistische Sozialdemokratische Arbeiterpartei. Bei den Wahlen zur russischen Staatsduma 1905 errang sie in Georgien sämtliche Sitze.

## Erste Republik, 1917–1921

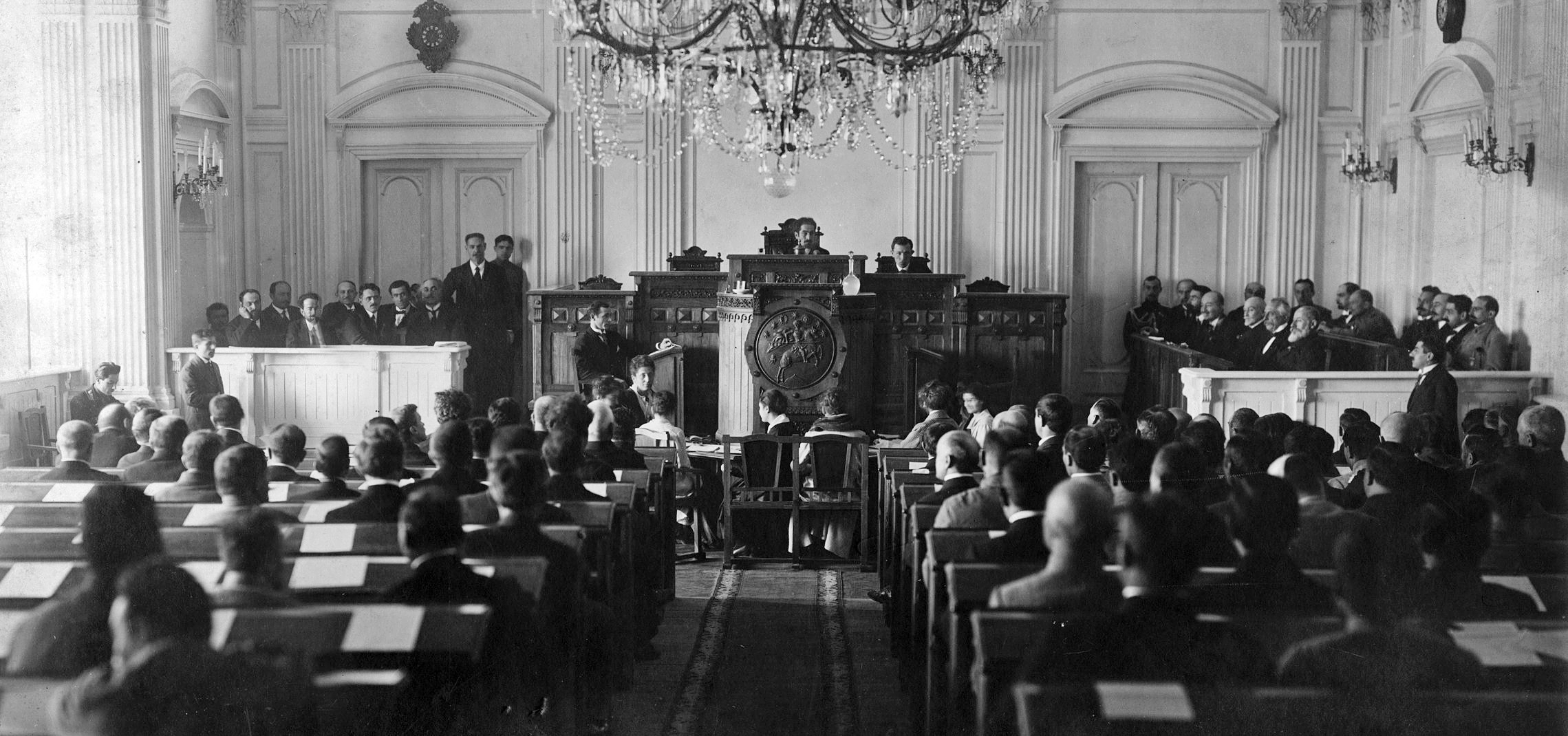
Unabhängigkeitserklärung Georgiens, Mai 1918

1917 brachte die Februarrevolution in Russland auch in Georgien die zaristische Ordnung zu Fall. Georgien bildete zusammen mit Armenien und Aserbaidschan ein Besonderes Transkaukasisches Komitee (russisch Особый Закавказский комитет / Ossoby Sakawkasski Komitet), das in der Umbruchphase für Ordnung sorgen sollte. Ihm folgte von April bis Mai 1918 die Transkaukasische Demokratisch-Föderative Republik. Ihre militärischen Kräfte waren jedoch zu schwach, um die drei Länder gegen die Türkei zu schützen, deren Truppen den abziehenden russischen Streitkräften unmittelbar nachrückten.
Um Georgien vor einer türkischen Eroberung zu bewahren, nahm die georgische Nationalversammlung (georgisch Dampudsnebeli Kreba) Verhandlungen mit Deutschland auf, das bereit war, ein unabhängiges Georgien vor dem Zugriff des Osmanischen Reiches zu schützen. Als Gegenleistung verlangte Berlin Privilegien bei der Ausbeutung von Mangan und Kupfer sowie dem Öltransfer vom Kaspischen Meer. Die Reichsregierung hatte bereits 3.000 deutsche Soldaten in Georgien stationiert, um die Belieferung der deutschen Schwerindustrie mit Rohstoffen zu sichern.
Am 26. Mai 1918 erklärte sich Georgien als Demokratische Republik Georgien für unabhängig. Zwei Tage später erkannte Deutschland die Republik als erster Staat an. Es folgten Rumänien, Argentinien und die Türkei. In einem Zusatzabkommen zum Friedensvertrag von Brest-Litowsk, das am 27. August 1918 in Berlin unterzeichnet wurde, verzichtete Sowjetrussland auf Georgien. Nach der Kapitulation Deutschlands im November des gleichen Jahres übernahm Großbritannien den Schutz Georgiens. Bereits damals kam es aber auch zu bewaffneten Konflikten in den Regionen Abchasien und insbesondere in Südossetien, die beide von Georgien beansprucht wurden. Besonders der Georgisch-Südossetische Konflikt von 1918 bis 1920 forderte Tausende Menschenleben auf ossetischer Seite.
Sowjetrussland erkannte Georgien am 7. Mai 1920 völkerrechtlich an. Das Land nahm an der Friedenskonferenz von Versailles teil und wurde am 27. Januar 1921 Mitglied des Völkerbundes.

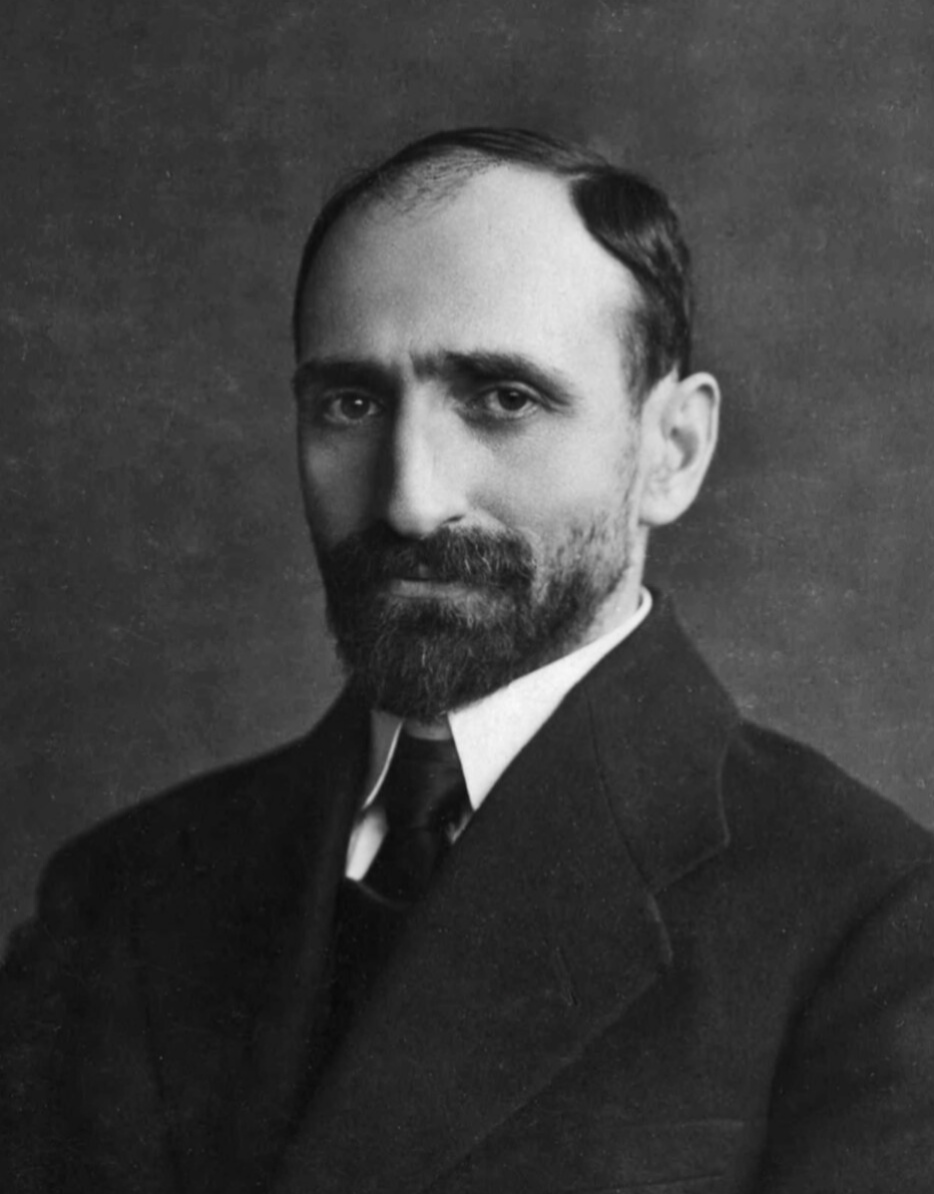
Der georgische Premierminister Noe Ramischwili

Erster Premierminister von Georgien wurde im Juni 1918 der Sozialdemokrat Noe Ramischwili. Er stand einem Koalitionskabinett aus menschewistischen Sozialdemokraten, National-Demokraten und Sozial-Föderalisten vor. Nach einem Erdrutschsieg der Sozialdemokraten bei Parlamentswahlen im Februar 1919 folgte ihm Premier Noe Schordania. Die Regierung setzte eine Agrarreform und eine umfassende Sozialgesetzgebung durch, führte den Acht-Stunden-Tag ein und ging hart gegen bolschewistische und separatistische Bewegungen in Georgien vor. Am 21. Februar 1921 verabschiedete das Parlament Georgiens erste Verfassung nach dem Vorbild der Schweiz.
Am 11. Februar 1921 marschierte die 11. Armee der Roten Arbeiter- und Bauernarmee in Georgien ein. Tiflis wurde am 25. Februar von drei Seiten angegriffen und trotz heftigen Widerstands der demokratischen Volksgarde besetzt. Bei der Verteidigung der Hauptstadt fielen über 300 Kadetten der Tiflisser Militärschule. Am gleichen Tag wurde die Georgische Sozialistische Sowjetrepublik ausgerufen. Die demokratische Regierung floh zunächst nach Kutaissi, dann nach Batumi und ging am 17. März außer Landes. Das Parlament war einen Tag zuvor ein letztes Mal zusammengetreten.

## Zweite Republik, 1921–1991

### Sowjetisierung

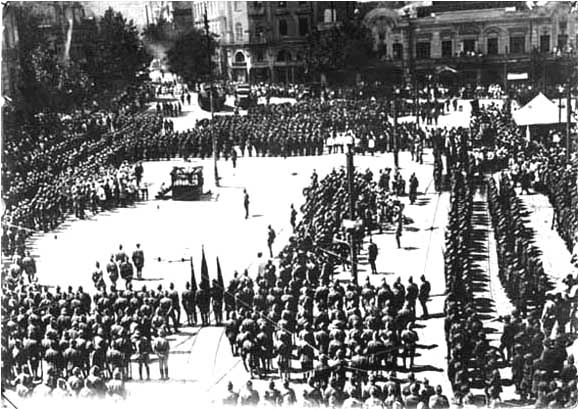
Parade der Roten Armee in Tiflis 1921

Am 6. April 1921 wurde sämtlicher Grundbesitz in Georgien enteignet und verstaatlicht. Der bisherige georgische Staat wurde systematisch zerschlagen. Südossetien und Adscharien wurden weitreichende Autonomierechte zugestanden, Abchasien löste sich als Abchasische Sozialistische Sowjetrepublik wieder gänzlich von Georgien. Im Dezember 1922 wurde die neugegründete Georgische Sowjetrepublik der Transkaukasischen Föderativen Sozialistischen Sowjetrepublik (TFSSR) untergeordnet, zu der auch Armenien und Aserbaidschan gehörten. Die Hauptstadt der transkaukasischen Sowjetrepublik war dabei Tiflis, Georgier waren deren größte Bevölkerungsgruppe. 1936 löste sich die TFSSR jedoch wieder auf, das Gebiet Georgiens wurde nun durch die Georgische Sozialistische Sowjetrepublik verwaltet. Bereits 1931 war die eigenständige Sowjetrepublik Abchasien auf Befehl Josef Stalins aufgelöst und an Georgien angeschlossen worden.
Am 28. August 1924, dem georgischen Mariä Himmelfahrtstag (georgisch Mariamoba), kam es zum August-Aufstand gegen die sowjetische Besatzung. Die Aufständischen wurden von der Exilregierung in Paris unterstützt und bedienten sich einer Vielzahl versteckter Waffen. Der Befehlshaber der Roten Armee in Georgien wurde von einem einheimischen Piloten getötet, der das Flugzeug im Stil der Tokkōtai abstürzen ließ. Stalin ließ den Aufstand niederschlagen und die Organisatoren hinrichten. Dabei tat sich der gerade 25-jährige Tschekist Lawrenti Beria hervor, der dafür den Rotbannerorden erhielt.

Flagge der Georgischen SSR

Über 30.000 Georgier, vor allem Adlige, Großgrundbesitzer, Monarchisten aus der politischen und sozialen Elite des Landes, wurden zwischen 1921 und 1924 erschossen oder verschwanden in sowjetischen Straflagern. Den Stalinschen Säuberungen 1935–1938, 1942 und 1945–1950 fielen ca. 50.000 Georgier zum Opfer. Unter ihnen waren viele Intellektuelle. Fast die Hälfte der Schriftstellergruppe Blaue Hörner (georgisch Tsisperi Kantsebi) kam dabei um. Ihr Schicksal wird in dem 2006 eröffneten Museum der sowjetischen Besatzung in Tiflis dokumentiert.

### Zweiter Weltkrieg
Obgleich es ein Kriegsziel Adolf Hitlers war, die kaukasischen Ölfelder zu erreichen, kamen die Achsenmächte kaum über das georgische Grenzgebiet hinaus. Das Reichsministerium für die besetzten Ostgebiete legte im Januar 1942 einen Entwurf für den Generalbezirk Georgien vor. Er sollte einem neuzugründenden Reichskommissariat Kaukasien unterstellt werden. Die Organisation Todt plante eine Autobahn entlang der abchasischen Schwarzmeerküste durch die Kolchische Tiefebene und die Transkaukasische Senke nach Baku. Die Pläne blieben jedoch in der Schublade. Die deutsche Wehrmacht überschritt 1942 die georgische Grenze in Abchasien, besetzte das Gebirgsdorf Pschu, 20 km vor der Küste des Schwarzen Meeres bei Gudauta, musste sich dann jedoch zurückziehen.
Georgier kämpften auf beiden Seiten der Front: mindestens 30.000 in den Reihen der Ostlegionen der Wehrmacht, in der Georgischen Legion, der Nordkaukasischen Legion und anderen Legionen ethnischer Kaukasier. Sie wurden jedoch nicht an der Ostfront eingesetzt. Im April 1945 erhob sich ein georgisches Bataillon im Georgischen Aufstand auf der Nordseeinsel Texel gegen die Wehrmacht.
Die Mehrheit, über 700.000 Georgier, kämpfte in den Reihen der Roten Armee. 2.500 georgische Rekruten verteidigten die Festung von Brest gegen den deutschen Angriff. Das Land wurde ein wichtiger Standort der Munitionsproduktion. Es produzierte Flugzeuge, automatische Gewehre, Granatwerfer und Munition. Es war mit Meliton Kantaria ein georgischer Sergeant, der die sowjetische Fahne als Zeichen des Sieges auf dem Berliner Reichstagsgebäude hisste. Bei Tiflis entstanden 1942 mehrere Kriegsgefangenenlager für deutsche Soldaten von der Kaukasusfront, von Melitopol, Nikopol, der Krim und der Heeresgruppe Mitte. Sie wurden Anfang der 1950er-Jahre geschlossen.

### Modernisierung und Korruption

Georgien in der Sowjetunion, 1951–1991

Nach dem Zweiten Weltkrieg erfuhr Georgien einen Schub der Industrialisierung und Urbanisierung. Rustawi wurde zu einem schwerindustriellen Zentrum ausgebaut. Im Zuge der Entstalinisierung kam es 1956 zum Massaker von Tiflis, als tausende Georgier auf die Straßen gingen, um der Verletzung ihres Nationalstolzes Luft zu machen. Mindestens 80, möglicherweise mehr als 150 Menschen wurden von der Armee getötet, als die friedlichen Demonstrationen in einen Aufstand gegen die sowjetische Herrschaft mündeten.
Das Dezentralisierungsprogramm, das Chruschtschow Mitte der 1950er Jahre einführte, wurde von der georgischen Kommunistischen Partei genutzt, um ihre regionale Machtbasis auszubauen. Neben der offiziellen staatlichen Wirtschaft entstand eine florierende private Schattenwirtschaft, die Georgien zu einer der erfolgreichsten Sowjetrepubliken machte, zugleich aber auch zu einer stark ansteigenden Korruption führte.
Obgleich Korruption in der Sowjetunion nicht unbekannt war, verbreitete sie sich in Georgien dermaßen offensichtlich, dass sie die Leitung in Moskau in Verlegenheit brachte. Selbst höchste Ämter galten als käuflich. Eduard Schewardnadse, zwischen 1964 und 1972 Innenminister in Tiflis, machte sich einen Namen als Streiter gegen die Korruption und organisierte die Ablösung von Wassili Mschawanadse, dem korrupten Ersten Parteisekretär der Georgischen Kommunistischen Partei. Schewardnadse stieg mit dem Segen Moskaus zum Ersten Parteisekretär auf. Von 1972 bis 1985 lenkte er Georgien effektiv, verbesserte die Staatswirtschaft und entließ Hunderte korrupter Funktionäre.

### Nationalismus

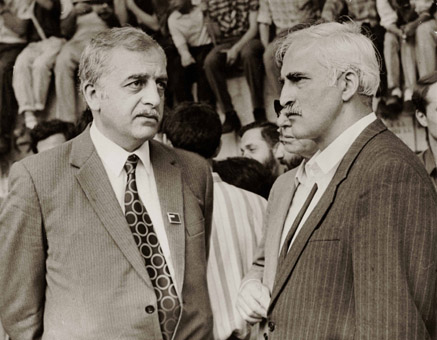
Swiad Gamsachurdia und Merab Kostawa im Jahr 1988

Die 1970er Jahre brachten eine Wiederbelebung des georgischen Nationalismus. Um Swiad Gamsachurdia und Merab Kostawa bildete sich eine kleine, aber effektive nationalistische Opposition. Sie verlangte, die Russifizierung Georgiens zu stoppen und die kulturelle Identität des Landes zu schützen. 1978 kam es zu Protesten von Mitarbeitern und Studenten der Staatlichen Universität Tiflis gegen die Verankerung des Russischen als Amtssprache in der georgischen Verfassung. 16 Studenten wurden zwangsexmatrikuliert. Die Verfassungsänderung musste rückgängig gemacht werden.
1978 drohte Abchasien von Georgien abzufallen. Führende abchasische Politiker beklagten die unfaire Behandlung ihrer Volksgruppe in kulturellen, sprachlichen, politischen und wirtschaftlichen Angelegenheiten. Schewardnadse löste die Krise, indem er den Abchasiern mehr Teilhaberechte einräumte.
Zu einer Wirtschaftskrise führte Schewardnadses Versuch, Georgiens Bauern zu reglementieren. Sie sollten nicht länger mehr als eine Kuh besitzen und ihre Güter nicht frei auf Märkten verkaufen dürfen. Sämtliche Agrarprodukte waren stattdessen beim Kolchos abzuliefern. Das führte zu einer derartigen Verknappung an Lebensmitteln, dass von 1980 bis 1984 Lebensmittelkarten eingeführt werden mussten. Die legal verkaufte Butter wurde monatlich auf 600 Gramm, der legal verkaufte Zucker auf monatlich ein Kilogramm pro Person reduziert.
Gegen immer wieder aufflackernde Systemopposition ging Schewardnadse mit harter Hand vor. Die kritische Journalistin Nasi Schamanauri ließ er zu Beginn der 1980er Jahre vor Gericht stellen und später in eine psychiatrische Klinik eingewiesen, wo sie umkam. Im November 1983 scheiterte die Tiflisser Flugzeugentführung, ein Fluchtversuch mehrerer junger Georgier. Sie hatten eine Linienmaschine der Aeroflot entführt und vergeblich versucht, sie zur Landung in der Türkei zu zwingen. Nach ihrer Rückkehr wurden sie im August 1984 mit Schewardnadses Billigung zum Tode verurteilt und hingerichtet. Vergeblich hatte eine unabhängige Initiative Unterschriften für ihr Leben gesammelt. Der Mönch Theodor Tschichladse wurde als „Rädelsführer“ erschossen.

### Perestroika
Michail Gorbatschow ernannte Schewardnadse im Juli 1985 zum sowjetischen Außenminister.
Darauf kam Dschumber Patiaschwili an die Spitze der georgischen Kommunisten, ein konservativer und ineffektiver Funktionär, der mit den Herausforderungen der Perestroika-Periode nicht zurechtkam. Ende der 1980er Jahre kam es zu zunehmend gewalttätigen Auseinandersetzungen zwischen den kommunistischen Machthabern und der wiedererstehenden georgischen Nationalbewegung sowie den Nationalbewegungen in den von ethnischen Minderheiten bewohnten Gebieten.
Der oppositionelle Druck manifestierte sich in Demonstrationen und Streiks. Am 9. April 1989 lösten sowjetische Fallschirmjäger unter Führung von General Igor Nikolajewitsch Rodionow eine gewaltfreie Demonstration vor dem Regierungsgebäude in Tiflis mit Spaten und Giftgas auf. 20 Georgier wurden getötet, Hunderte verletzt. Diese Attacke radikalisierte die georgische Politik und veranlasste viele Menschen, auch Kommunisten, zu dem Schluss, dass die staatliche Unabhängigkeit einer Fortsetzung der sowjetischen Herrschaft vorzuziehen sei.
Am 28. Oktober 1990 kam es zu Mehrparteien-Wahlen zum Obersten Sowjet. Wahlsieger wurde das nationalistische Wahlbündnis Runder Tisch – Freies Georgien (georgisch Mrgvali Magida Tavisupali Sakartvelo). Es erhielt 155 von 250 (= 62 %) der Abgeordnetensitze. Sein Vorsitzender Swiad Gamsachurdia wurde Vorsitzender des Obersten Sowjets Georgiens.
Für den 31. März 1991 organisierte Gamsachurdia ein Referendum über die staatliche Unabhängigkeit, das mit 99,5 % der Stimmen bestätigt wurde. Die Unabhängigkeit Georgiens wurde am 9. April 1991 erklärt. Gamsachurdia wandte sich gegen jede Dominanz der Sowjetunion in Georgien, forderte die Auflösung der sowjetischen Militärbasen im Lande und weigerte sich, an der Gründung der Gemeinschaft Unabhängiger Staaten (GUS) teilzunehmen.

## Dritte Republik, ab 1991

### Ära Gamsachurdia

Flagge Georgiens 1991–2004

Swiad Gamsachurdia wurde am 26. Mai 1991 mit 86 % der Stimmen zum ersten Präsidenten Georgiens gewählt. Seine Politik wurde innenpolitisch zunehmend sprunghaft und autoritär, außenpolitisch ging er auf Konfrontationskurs mit Russland. Er ließ sich mit diktatorischen Vollmachten ausstatten, verhaftete Oppositionsführer. Nationalisten und Reformisten vereinten ihre Kräfte in einer Anti-Gamsachurdia-Koalition. Die angespannte Situation wurde durch die wachsende Macht verschiedener paramilitärischer Gruppen verschärft. Am 22. Dezember 1991 organisierten paramilitärische Gruppen und Teile der Nationalgarde unter Tengis Kitowani und Dschaba Iosseliani mit russischer Unterstützung einen Militärputsch, belagerten Gamsachurdia und die Präsidialgarde im Parlamentsgebäude in der Innenstadt von Tiflis. Nach offiziellen Schätzungen starben dabei zwischen 100 und 1.000 Menschen, nach inoffiziellen Schätzungen rund 2.000. Gamsachurdia konnte seinen Gegnern entkommen, flüchtete mit seiner Familie und rund 200 bewaffneten Anhängern im Januar 1992 zunächst nach Armenien, dann nach Sochumi und schließlich nach Grosny in Tschetschenien.
Die siegreichen Streitkräfte luden Eduard Schewardnadse im März 1992 ein, Vorsitzender eines neugebildeten Staatsrates zu werden. Er gab dem Staatsstreich ein moderates Antlitz und Georgien neues Ansehen. Im August 1992 begann ein Sezessionskrieg in Georgiens Autonomer Republik Abchasien, der Georgisch-Abchasische Krieg. Tiflis entsandte die Nationalgarde und paramilitärische Verbände, um die separatistischen Aktivitäten zu unterbinden. Die Separatisten wehrten sich mit Hilfe der Gruppe der Russischen Streitkräfte in Transkaukasien und im September 1993 erlitten die Regierungsstreitkräfte eine katastrophale Niederlage. Die gesamte georgische Bevölkerung wurde aus der Autonomen Republik vertrieben. Rund 50.000 Menschen starben und etwa 200.000 mussten fliehen.
Ethnische Gewalttätigkeiten flammten auch in Südossetien auf, wurden dort schließlich unterdrückt. Das kostete mehreren hundert Menschen das Leben und viele Georgier und Osseten flohen aus dem Gebiet. Als Folge wurden 1992 UN-Friedenstruppen in die abtrünnigen Gebiete entsandt, denen auch 2000 russische Soldaten angehören. Im Südwesten Georgiens kam die Autonome Republik Adscharien unter die Kontrolle von Aslan Abaschidse, der die Republik von 1991 bis zu seinem Rücktritt 2004 wie ein persönliches Fürstentum führte, in dem Tiflis nur wenig Einfluss hatte.
Am 24. September 1993, am Ende des Abchasienkonflikts, kehrte Swiad Gamsachurdia aus dem Exil zurück, um einen Aufstand gegen die Regierung zu organisieren. Seine Anhänger konnten Nutzen aus der Unordnung der Regierungsstreitkräfte ziehen und überrannten einen großen Teil Westgeorgiens. Russland war alarmiert. Einheiten der russischen Armee wurden nach Georgien entsandt, um der Regierung zu helfen. Gamsachurdias Rebellion brach schnell in sich zusammen. Er starb am 31. Dezember 1993, nachdem er von seinen Gegnern in die Enge getrieben worden war. Schewardnadses Regierung schloss sich als Preis für die erfahrene militärische und politische Unterstützung gegen starke Strömungen in Georgiens öffentlicher Meinung im März 1994 der Gemeinschaft Unabhängiger Staaten (GUS) an. 1995 sicherte er Russland die Überlassung von drei Militärbasen in Georgien auf die Dauer von 20 Jahren zu.

### Ära Schewardnadse

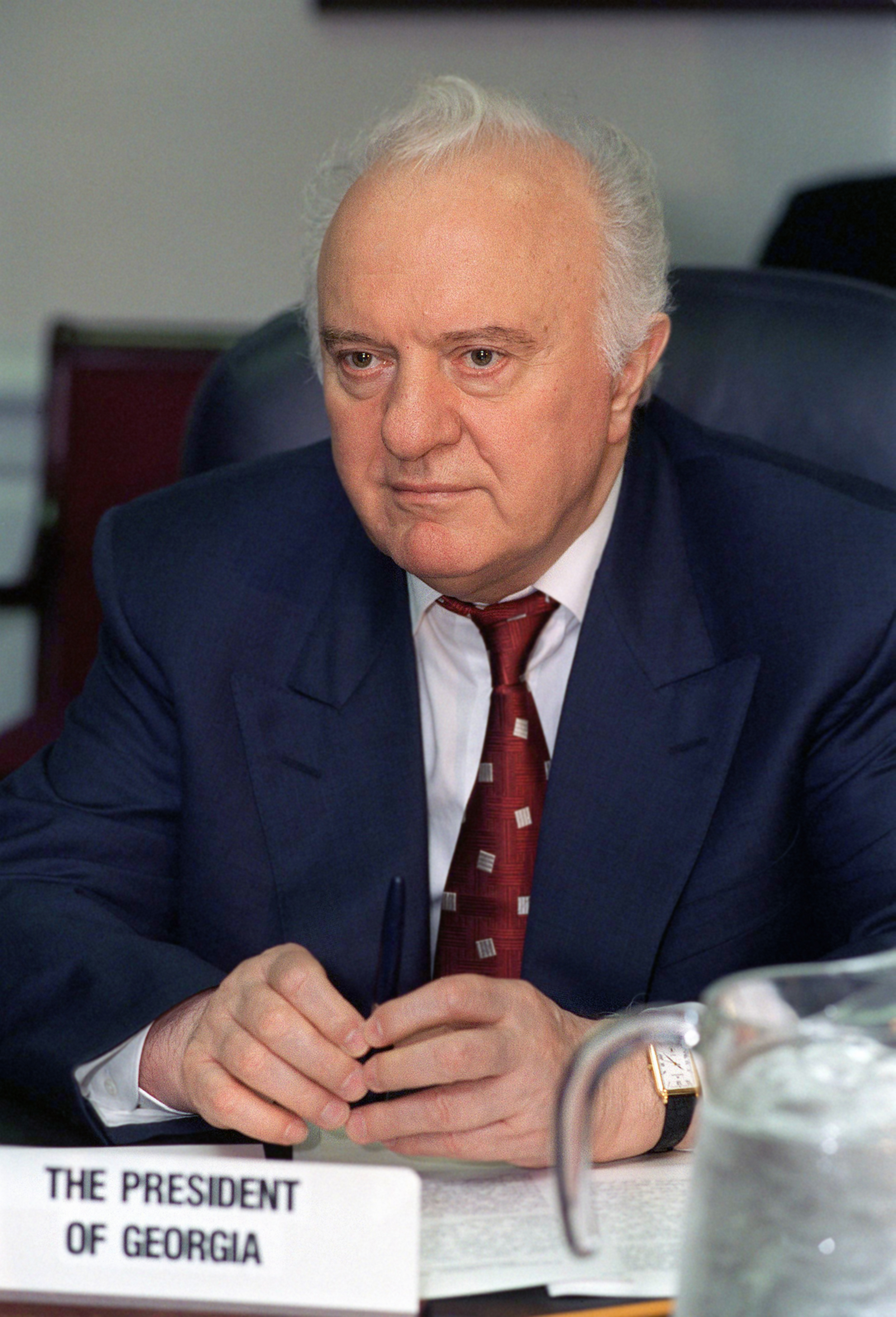
Eduard Schewardnadse 1997

Im August 1995 entging Schewardnadse einem Bombenattentat auf seine Regierungslimousine. Er gab die Schuld dafür seinen bisherigen paramilitärischen Alliierten und ließ den Militärführer Dschaba Iosseliani verhaften. Die paramilitärische Miliz Sakartwelos Mchedrioni wurde als Mafiaverband aufgelöst. Im Oktober setzte die Mehrheit der Georgier in einer Volksabstimmung eine moderne westliche Verfassung in Kraft, die Grundfreiheiten und Demokratie garantierte. Im November des gleichen Jahres gewann Schewardnadse die Präsidentschaftswahlen mit 70 % der Stimmen.
Die Ära Schewardnadse war durch enge Beziehungen zu den USA, regelmäßige Reibungen mit Russland, ein Ansteigen der Korruption und wirtschaftliche Stagnation geprägt. Der Präsident nutzte die geopolitische Lage Georgiens als Transitland für Öl vom Kaspischen Meer, um als Partner der USA und Westeuropas von Russland unabhängiger zu werden und internationale Hilfsleistungen für Georgien zu gewinnen. Er unterschrieb eine strategische Partnerschaft mit der NATO, fand Aufnahme im Europarat und erklärte den Wunsch, sowohl der NATO wie auch der Europäischen Union beitreten zu wollen. 1996 nahm das Verfassungsgericht seine Arbeit auf, 1997 wurde die Todesstrafe abgeschafft. Bei den zweiten demokratischen Parlamentswahlen im Oktober 1999 errang Schewardnadses Bürgerunion die absolute Mehrheit.
Die USA wurden zum stärksten Geberland Georgiens für wirtschaftliche und militärische Hilfen. Schewardnadse sicherte seinem Land das drei Milliarden Dollar schwere Investitionsprojekt einer Ölpipeline von Aserbaidschan in die Türkei, die so genannte Baku-Tiflis-Ceyhan-Pipeline (BTC). Im Mai 2002 entsandten die USA mehrere hundert Militärausbilder, um die georgische Armee zu befähigen, gegen tschetschenische und islamische Partisanen im Grenzgebiet zu Russland zu kämpfen.
Das führte zu Spannungen mit Russland, das Georgien nach wie vor als sein Einflussgebiet betrachtet. Es nutzte die ihm zugewandten Sezessionsgebiete Abchasien, Südossetien und Adscharien, um Druck auf Georgien auszuüben. Von den vier aus sowjetischen Zeiten stammenden Militärbasen wurden zwei, Wasiani und Gudauta, im Sommer 2002 aufgelöst. Zugleich verzögerte Russland den 1999 in Istanbul vereinbarten Truppenabzug aus den Militärbasen in Batumi und Achalkalaki.
Innenpolitisch verließ sich Schewardnadse auf das zu Sowjetzeiten erlernte politische Instrumentarium. Unmittelbar nach seiner Wahl 1995 berief er Vertreter der früheren Nomenklatura in Schlüsselstellungen der Regierung. Reformer erhielten vergleichsweise einflusslose Ämter. Die Ex-Nomenklatura teilte das lukrative Staatseigentum unter sich auf, zahlte dafür nur geringe Kaufsummen. Allmählich bildete sich um den Präsidenten eine mafiose Clanstruktur, gegen die keine anderen staatlichen Institutionen vorzugehen wagten.
Wirtschaftlich führte dieser Weg in die Stagnation. Der erwartete Aufschwung blieb aus. Kleine und mittelständische Firmen wurden zugunsten von Unternehmen, die von Regierungsmitgliedern geführt wurden, vom Markt gedrängt. Ausländische Investoren wurden zugunsten von Clan-Firmen benachteiligt. Internationale Hilfe in Milliardenhöhe, die bestimmt war, die georgische Wirtschaft anzuschieben, versickerte in den Taschen einiger weniger. Transparency International zählte Georgien zu den zehn korruptesten Ländern der Welt.
Parlamentspräsident Surab Schwania forderte Schewardnadse im August 2001 in einem offenen Brief auf, der Korruption ein Ende zu bereiten. „Lehrer verdienen 15 Euro im Monat, während Minister sich im Zentrum von Tiflis Paläste errichten“, empörte sich Schwania: „Das überschreitet alle Grenzen des Zynismus.“ 2003 stellte der Internationale Währungsfonds wegen des unordentlichen Staatshaushalts seine Unterstützung für Georgien ein. Darüber hinaus zerfiel zwischen Herbst 2001 und Sommer 2002 die Fraktion der Regierungspartei, die eine absolute Mehrheit im Parlament hatte, in mehrere Gruppen.
Hatte Schewardnadse noch zu den Präsidentschaftswahlen im April 2000 eine große Mehrheit gewinnen können, kam es im Herbst 2001 in Tiflis zu einem handfesten Aufstand. Auslöser war eine Razzia bei der regierungskritischen Fernsehstation Rustawi-2. Rund 5.000 Menschen gingen unter Führung des früheren Justizministers Micheil Saakaschwili auf die Straße und forderten eine Ablösung des Präsidenten. Schewardnadse musste nachgeben und entließ seinen Innenminister und den Geheimdienstchef.
2002 formierte sich die politische Opposition in zwei neuen Parteien, der Nationalen Bewegung Micheil Saakaschwilis und den Vereinigten Demokraten Surab Schwanias. Zu den Parlamentswahlen am 2. November 2003 schloss sich Parlamentspräsidentin Nino Burdschanadse den Reformern an, um die Regierung abzulösen.

### Rosenrevolution 2003

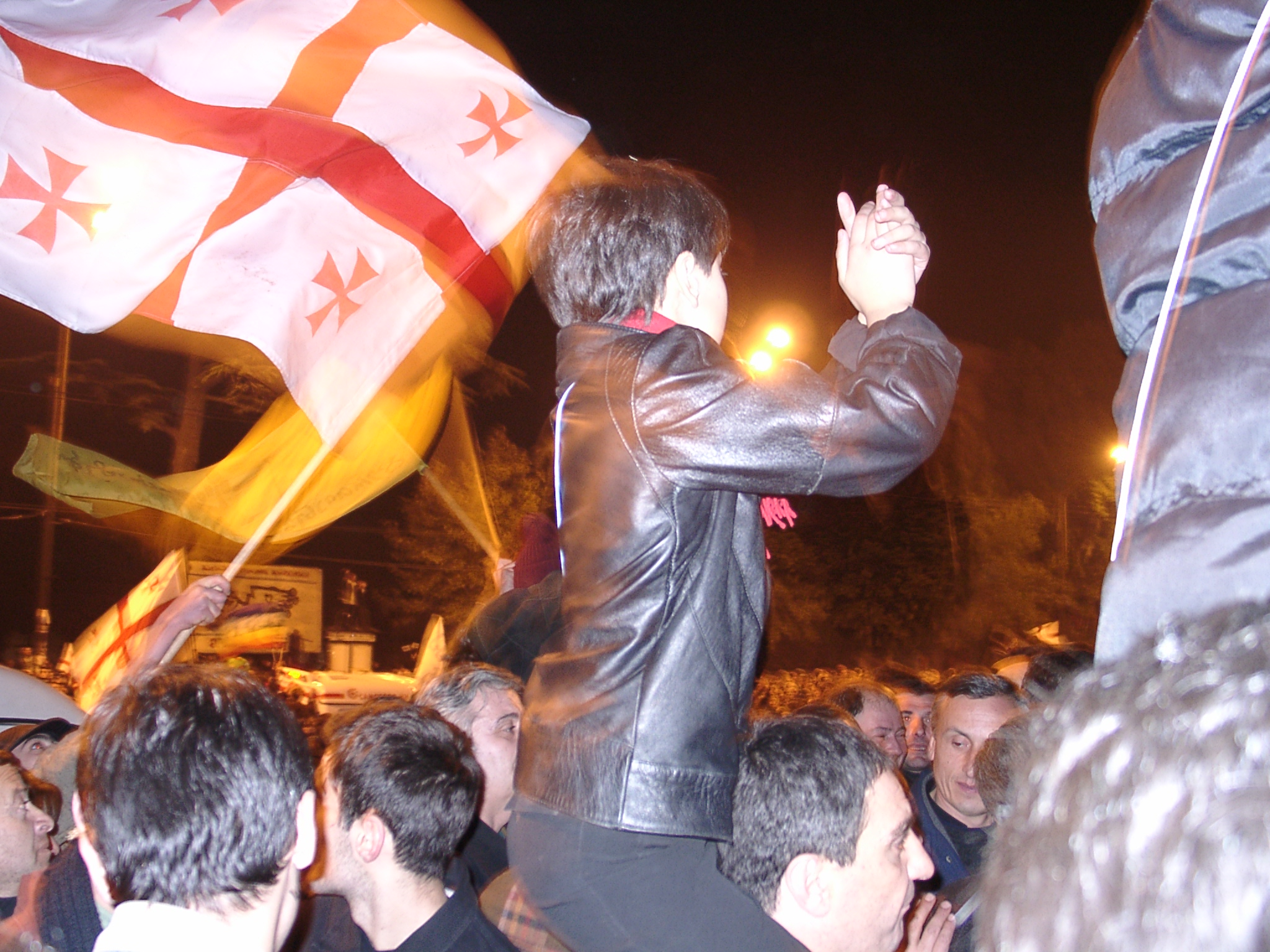
Demonstrationen in Tiflis während der georgischen Rosenrevolution 2003

Die Parlamentswahl vom 2. November 2003 wurde erst nach mehreren Wochen Streit von der Wahlkommission bestätigt. Präsident Schewardnadse wurde nach Bekanntgabe der Ergebnisse von der Opposition massiver Wahlbetrug vorgeworfen, auch die USA und weitere ausländische Wahlbeobachter kritisierten die Abstimmung. Am Tag vor dem 22. November gab der Sicherheitschef des Landes Wahlbetrug zu, was die Opposition enorm bestärkte. Am 22. November fand die erste Sitzung des neuen Parlaments statt; sie wurde von Abgeordneten der Opposition boykottiert.
Schon in der Nacht zum 22. November 2003 hatten sich Demonstranten vor dem Parlamentsgebäude in Tiflis versammelt; ihre Anzahl schwoll zum Nachmittag hin auf über 100.000 an. Sie forderten den Rücktritt von Präsident Schewardnadse, und noch während der Eröffnungsrede des Präsidenten stürmten sie unter Führung von Oppositionsführer Micheil Saakaschwili in den Sitzungssaal. Die Sicherheitskräfte vor dem Gebäude ließen die Demonstranten ungehindert passieren. Schewardnadse flüchtete aus dem Gebäude und die Opposition sprach von einer samtenen Revolution in Georgien.
Saakaschwili kündigte an, im Falle einer Präsidentschaft Georgien nach westlichem Vorbild in eine Demokratie zu wandeln und umfassende Wirtschaftsreformen durchzuführen. Die Oppositionspolitikerin und Parlamentspräsidentin Nino Burdschanadse übernahm auf Grundlage der Verfassung kommissarisch die Amtsgeschäfte des Präsidenten. Beide forderten Neuwahlen.
Russland ließ seine in Georgien stationierten Truppen in den Kasernen und schickte noch am Abend des 22. November 2003 seinen Außenminister Igor Iwanow in das Kaukaususland. Die Staaten der GUS kritisierten zunächst offiziell das Vorgehen der Opposition.
Am Abend des 22. November 2003 rief Präsident Schewardnadse den Ausnahmezustand aus und forderte das Parlament auf, diesen innerhalb von 48 Stunden zu bestätigen, da er sonst dem Militär die Leitung übergeben werde. Er befand sich seit der Flucht aus dem Parlamentsgebäude jedoch schon außerhalb von Tiflis in einer Residenz.
Am Morgen des 23. November 2003 fand ein Vermittlungsgespräch der Opposition mit Igor Iwanow statt, am Nachmittag traf sich Iwanow dann auch mit Schewardnadse. Am Nachmittag liefen zwei Minister, darunter der Sicherheitschef, sowie Teile der Nationalgarde zur Opposition über. Am Abend erklärte Schewardnadse seinen Rücktritt.
Parlamentspräsidentin Burdschanadse setzte Surab Schwania als amtierenden Staatsminister ein, der die Geschäfte des Regierungschefs bis zur Neuwahl des Parlaments führen sollte.

### Ära Saakaschwili

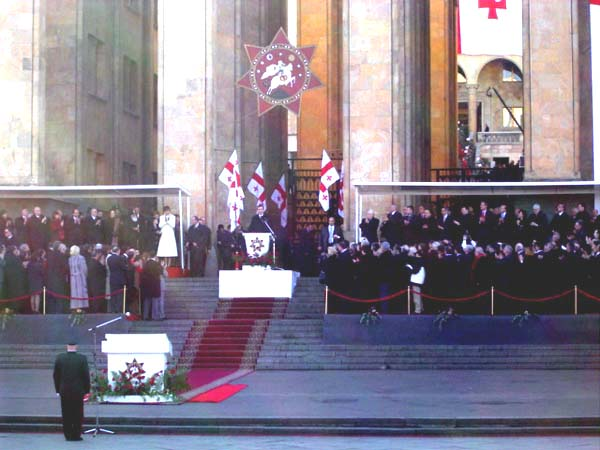
Amtseinführung Präsident Saakaschwilis, 2004

Am 4. Januar 2004 gewann Micheil Saakaschwili die Präsidentschaftswahlen mit einem Erdrutschsieg von 96 % der Stimmen. Für wichtige Reformfelder holte er erfolgreiche Auslandsgeorgier als Minister ins Land. Durch die drastische Straffung der staatlichen Verwaltung konnte die Finanzierung des Staatsapparats auf eine stabile Basis gestellt werden. Der dadurch ermöglichte systematische Anstieg der Gehälter und eine soziale Absicherung machten den Staatsdienst für junge und qualifizierte Arbeitskräfte attraktiv, was die staatlichen Institutionen stärkte. Die Privatisierung des staatlichen Sektors wurde von einer Gegenelite vorangetrieben, die aus der Diaspora zurückkehrte. Sie hatte Kontakte zu großen ausländischen Investoren und bereicherte sich an diesen Projekten sehr. Die Staatsschulden gingen 2004 erstmals zurück.
Korruption und Kriminalität wurden energisch verfolgt, wenngleich sich viele Maßnahmen gegen Vertreter der Opposition richteten und radikale Mittel ergriffen wurden. So wurden im April 2004 alle 16.000 Verkehrspolizisten fristlos entlassen. Das führte jedoch dazu, dass die „georgische Mafia“ in der Folge verstärkt in Westeuropa operierte, was 2010 zur Operation Java führte. In dieser Zeit stieg Georgien im Korruptionswahrnehmungsindex der Transparency International vom Platz 133 im Jahr 2004 auf Platz 51 im Jahr 2012 und überholte dabei mehrere EU-Länder, darunter Italien, Lettland und Tschechien. Dabei ist die früher allgegenwärtige Alltagskorruption („petty corruption“) praktisch verschwunden. Transparency International stellte 2019 fest, dass die Antikorruptionsmaßnahmen die Korruption mit hohen Beträgen bestehen ließen, die aufgrund von Systemschwächen schwer einzudämmen sei.
Die Privatisierung des staatlichen Sektors wurde vorangetrieben. Durch konsequente Reformen gingen die Staatsschulden 2004 erstmals zurück. Es gelang Saakaschwili, den adscharischen Machthaber Aslan Abaschidse zu vertreiben und Adscharien mit Georgien wiederzuvereinen.
Am 3. Februar 2005 starb Ministerpräsident Surab Schwania an einer Gasvergiftung durch Kohlenstoffmonoxid. Obgleich Polizei, Staatsanwaltschaft und FBI von einem Unfalltod sprachen, bezweifelten Angehörige diese Version und behaupteten, dafür Beweise zu haben. Nachfolger als Premierminister wurde Finanzminister Surab Noghaideli.
Der Frieden in den sezessionistischen Gebieten Abchasien und Südossetien, von russischen und UN-Friedenstruppen kontrolliert, blieb zerbrechlich. Es kam mehrfach zu militärischen Konfrontationen. Präsident Saakaschwili legte am 22. September 2004 vor der UN-Generalversammlung einen Drei-Stufen-Plan zur Beilegung der Regionalkonflikte vor. Die Beziehungen zu Russland blieben problematisch, weil starke Gruppierungen in Moskau Georgien unverändert als Vasallenstaat betrachten. Russisches Druckmittel ist die Unterstützung der sezessionistischen Regierungen in Abchasien und Südossetien.
Georgien blieb ein nach europäischen Maßstäben sehr armes Land. Investitionen sind nur schwer ins Land zu holen. Die georgische Regierung hat sich gegenüber dem Internationalen Währungsfonds und der Weltbank zu wirtschaftlichen Reformen verpflichtet und setzt auf die Eröffnung der Baku-Tiflis-Ceyhan-Pipeline und die Wiederbelebung der alten Seidenstraße als eines eurasischen Korridors. Georgien soll eine Brücke für den Transit von Gütern zwischen Europa und Asien werden. Saakaschwili hat angekündigt, die Staatsfinanzen zu sanieren, Löhne und Renten zu erhöhen. Außerdem führte er eine neue Flagge (deren mittelalterlich-christliche Symbolik den orthodoxen Glauben als Grundlage der georgischen Identität herausstreichen soll) und eine Hymne ein.
Am 6. August 2007 kam es laut der georgischen Seite zu einem angeblichen Luftzwischenfall durch ein russisches Kampfflugzeug vom Typ Su-34. Die Maschine soll in den georgischen Luftraum eingedrungen und eine Luft-Boden-Rakete nahe dem Ort Zitelubani, 65 km nördlich der Hauptstadt Tiflis, abgefeuert haben. Der Flugkörper schlug allerdings auf, ohne dass der Gefechtskopf explodierte. Nach georgischen Angaben war das Ziel der Rakete die Radarstation nahe der Stadt Gori. Laut Experten aus den USA, Schweden, Lettland und Litauen, welche die Raketentrümmer untersuchten, handelte es sich um Bauteile der russischen Antiradarrakete Ch-58 (NATO-Codename AS-11 Kilter), welche die Luftwaffe Georgiens mit ihren Flugzeugen nicht hätte einsetzen können. Dies wird jedoch von russischen Experten bestritten. Georgien beantragte aufgrund des Zwischenfalls eine Sitzung des UN-Sicherheitsrates, zu der es aber aufgrund mangelnder Beweise nie kam.
In der Nacht zum 8. November 2007 verhängte Präsident Saakaschwili nach mehrtägigen Massendemonstrationen der Opposition für 15 Tage den Ausnahmezustand über das Land. Die Anordnung sei eine Reaktion auf einen Putschversuch, sagte Ministerpräsident Surab Noghaideli. Gleichzeitig warf die georgische Regierung russischen Agenten vor, die Unruhen zu schüren. Die Proteste der Regierungsgegner richten sich gegen den ihrer Meinung nach autoritären Regierungsstil des Präsidenten. Sie werfen Saakaschwili, dem Anführer der Reformbewegung von 2003, außerdem eine Instrumentalisierung der Justiz sowie eine Vergrößerung der Kluft zwischen Arm und Reich vor. Am Nachmittag desselben Tages verkündete Präsident Saakaschwili, dass er für den 5. Januar 2008 die geforderten Neuwahlen durchführen lassen möchte. Es war unklar, wer die Wahl gewinnt, da die zwölf Oppositionsparteien zwar zerstritten waren, zu der Zeit aber über einen gemeinsamen Kandidaten verhandelten. Nach Bekanntgabe des vorgezogenen Wahltermins wurden die Protestkundgebungen eingestellt. Das Parlament bestätigte unter Abwesenheit der Oppositionsparteien am 7. November den Ausnahmezustand, so dass er bis zum 22. November aufrechterhalten werden konnte.
Am 16. November 2007 wurde der bisherige Ministerpräsident Noghaideli von seinen Pflichten entbunden. Neuer Premier wurde der Banker Lado Gurgenidse. Er wurde am 22. November vom Parlament in seinem Amt bestätigt. Präsident Saakaschwili trat am 25. November zurück, um den Weg für Präsidentschafts-Neuwahlen frei zu machen.

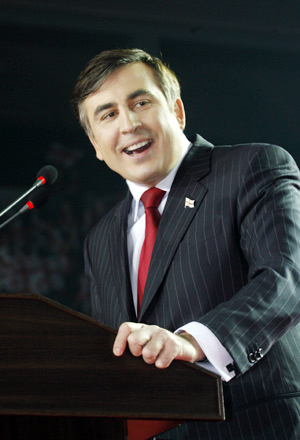
Micheil Saakaschwili (2008)

Bei der Präsidentschaftswahl am 5. Januar 2008 erhielt Micheil Saakaschwili mit 53,47 % jedoch wieder die Mehrheit der Stimmen und kehrte damit in sein Amt zurück. Während die offizielle Version den langwierigen, vier Tage andauernden Auszählungsprozess mit technischen Problemen und einem starken Wintereinbruch begründet, sprach Oppositionsführer Lewan Gatschetschiladse von Wahlbetrug. Auch die Parlamentswahlen am 21. Mai brachten einen Sieg der Vereinten Nationalen Bewegung von Präsident Saakaschwili, die offiziell 59,2 % der Stimmen erhielt. Seine Gegner sprachen erneut von Wahlbetrug. Ein von der georgischen Bevölkerung in einem Referendum am 5. Januar 2008 mit 72,5 % befürworteter NATO-Beitritt des Landes wurde auf dem NATO-Gipfel in Bukarest im April 2008 von den Staat- und Regierungschefs der Allianz zwar langfristig in Aussicht gestellt, jedoch auf Initiative von Angela Merkel und Nicolas Sarkozy von einem Ende der territorialen Spannungen um Südossetien und Abchasien abhängig gemacht.
Im August 2008 kam es zum Kaukasuskrieg 2008, der gemäß einem späteren EU-Bericht vorrangig durch Georgien angestoßen wurde. Nach mehreren Scharmützeln begann die georgische Armee, ihre militärischen Möglichkeiten überschätzend, einen Angriff auf Südossetien. Russische Truppen marschierten daraufhin in Südossetien und Abchasien ein und besetzten Teile des georgischen Kernlands bis zu den Städten Gori und Poti vor, zerstörten Luftwaffen- und Marinestützpunkte und unterbrachen die Hauptverkehrsadern. Die fünf Tage dauernden Kampfhandlungen forderten 850 Menschenleben und führten zeitweilig zur Flucht von mehr als 130.000 Menschen. In der Folge erkannte Russland die Unabhängigkeit Abchasiens und Südossetiens an und möchte die beiden Gebiete in die Eurasische Union aufnehmen. Dazu wäre es nötig, dass Belarus, Kasachstan und Armenien deren Unabhängigkeit ebenfalls anerkennen, was sie in eine offene Konfrontation mit Georgien brächte. „Deshalb hat Moskau nun den Plan ausgeheckt, die beiden Gebiete stärker zu «integrieren»“, sagte (im Oktober 2014) Dawit Ussupaschwili, aus georgischer Sicht „ein weiterer Schritt hin zur definitiven Annexion“. Die USA und Kanada forderten am 8. August 2018, zehn Jahre nach dem erfolglosen Angriff georgischer Truppen auf Südossetien, den Rückzug der russischen Truppen aus Abchasien und Südossetien.

### Seit 2012: Partei Georgischer Traum
Im Jahr 2012 bildete sich ein Parteienbündnis um die am 19. April desselben Jahres gegründete Oppositionspartei Georgischer Traum, das nach zwei Monaten insgesamt neun Parteien und Bürgerbewegungen umfasste. Ziel der neuen Partei und des gesamten Bündnisses war es, den zunehmend autokratisch regierenden Saakaschwili abzulösen. Tatsächlich gelang dem Bündnis bei der Parlamentswahl am 1. Oktober 2012 ein sehr deutlicher Sieg; mit einer Ausnahme wurde der „Georgische Traum“ in allen Großstädten des Landes stärkste Partei. Ihr Gründer Bidsina Iwanischwili übernahm das Amt des Premierministers. Bei der Präsidentschaftswahl im folgenden Jahr durfte Saakaschwili nicht mehr antreten, da er bereits zwei Amtszeiten hinter sich hatte. Daraufhin wurde Giorgi Margwelaschwili von der neuen Regierungspartei „Georgischer Traum“ mit 62 % der Stimmen zu seinem Nachfolger gewählt. Iwanischwili gab den Posten des Premierministers schon 2013 ab; seine Partei, in der er auch weiterhin eine führende Rolle spielt, stellt aber seit 2012 kontinuierlich den georgischen Premierminister. Bei der Präsidentschaftswahl 2018 trat Giorgi Margwelaschwili nicht erneut an, woraufhin die vom „Georgischen Traum“ unterstützte unabhängige Kandidatin Salome Surabischwili zu seiner Nachfolgerin wurde.
Im Oktober 2019 erlitt Georgien einen auffällig umfangreichen Cyberangriff, der mehr als 2000 georgische Websites betraf. Teilweise wurden die Startseiten ersetzt durch eine Botschaft über die angebliche Rückkehr Saakaschwilis. Auch die TV-Sender Imedia und Maestro wurden angegriffen und konnten nicht mehr senden.
Nach dem Beginn des russischen Überfalls auf die Ukraine reichte Georgien am 3. März 2022 ein Beitrittsgesuch für die Europäische Union ein. Zuvor hatte die Republik Moldau einen solchen Antrag gestellt.
Anfang 2023 begannen große Demonstrationen gegen einen Gesetzentwurf der georgischen Regierung zur Einführung eines Registers für „ausländische Agenten“, das als Analogie zum Gesetz über „ausländische Agenten“ in Russland kritisiert wurde. Die Regierungspartei „Georgischer Traum“ und ihre Verbündeten teilten mit, wegen der „Spaltungen in der Gesellschaft“, die durch den Gesetzentwurf ausgelöst worden seien, werde dieser im Parlament zurückgezogen. Am 11. Mai 2024 demonstrierten erneut Zehntausende in Tiflis gegen dieses geplante Gesetz. Viele schwenkten Flaggen Georgiens, der Ukraine und der EU. Am 14. Mai 2024 billigte eine Mehrheit der Abgeordneten das Gesetz in dritter Lesung mit 84 Ja-Stimmen und 30 Nein-Stimmen. Präsidentin Salome Surabischwili kündigte jedoch an, das Gesetz komplett zurückzuweisen, was sie sechs Tage später auch tat. Die Europäische Union, die Regierung der Vereinigten Staaten und die NATO kritisieren das Gesetz und haben Konsequenzen ankündigt. Dennoch trat das Gesetz im Juni 2024 in Kraft, nachdem das Veto der Präsidentin vom Parlament überstimmt worden war.
Trotz der politischen Spannungen in Georgien brachte die Teilnahme an der Fußball-Europameisterschaft 2024 einen seltenen Moment des nationalen Stolzes. Die georgische Nationalmannschaft sorgte für Begeisterung, als sie nicht nur die Qualifikation schaffte, sondern auch einen spektakulären Sieg gegen Portugal in der Gruppenphase erzielte und erstmals im Achtelfinale stand. Dort schied Georgien jedoch nach einer Niederlage gegen Spanien aus dem Turnier aus. Dieser und ihr damit größter sportlicher Erfolg jemals bot der Bevölkerung eine willkommene Ablenkung von der sonst eher angespannten politischen und gesellschaftlichen Lage.
Am 26. Oktober 2024 fand in Georgien die bisher letzte Parlamentswahl statt. Hierbei erreichte die Regierungspartei „Georgischer Traum“ nach offiziellen Angaben die absolute Mehrheit der Stimmen. Die Rechtmäßigkeit der Wahl wurde jedoch von der Opposition angezweifelt.

## Persönlichkeiten

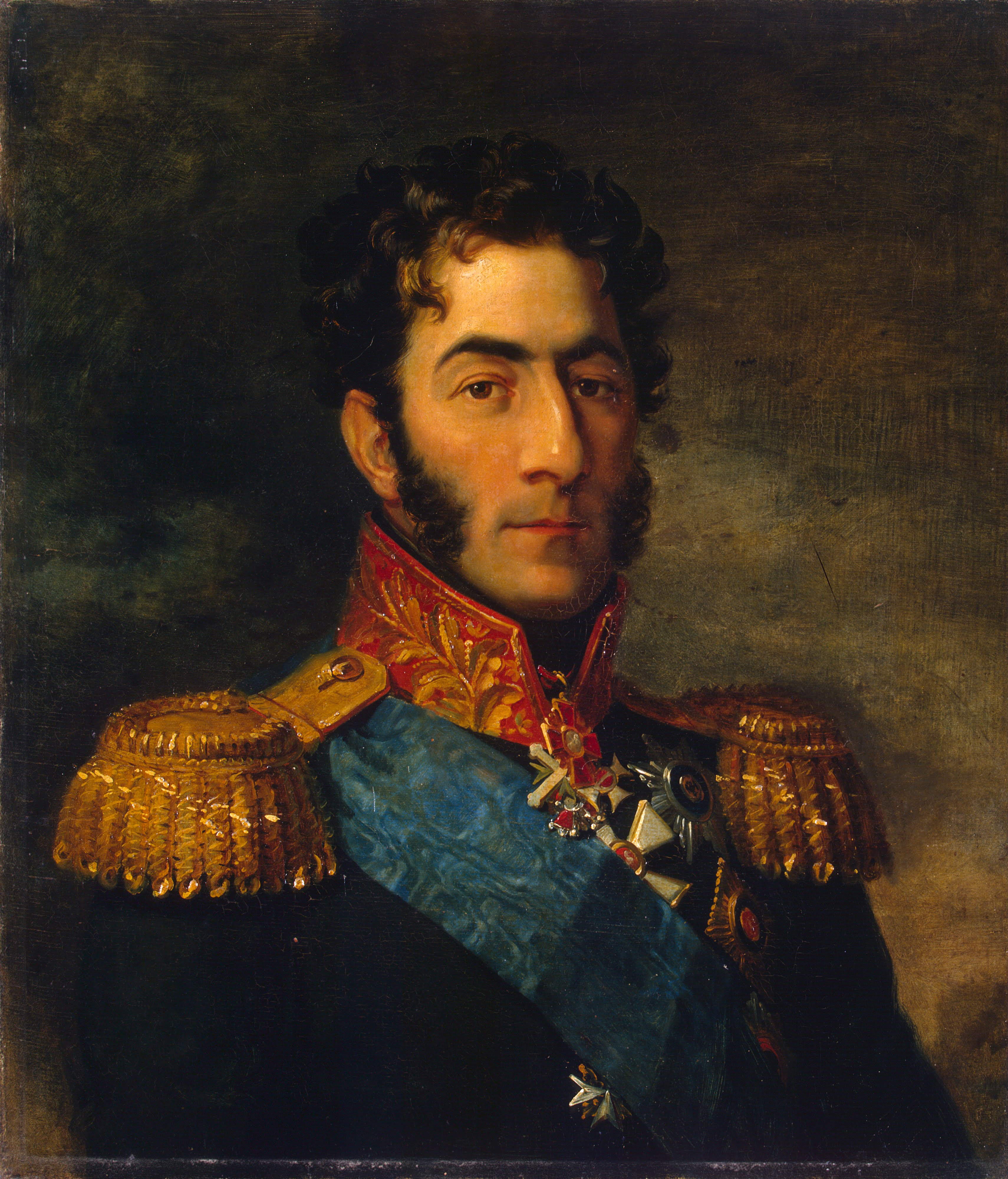
Pjotr Iwanowitsch Bagration